# FC 08 Homburg/Statistiken
Dieser Artikel dient der Darstellung bedeutender Statistiken des Fußballclubs FC 08 Homburg, für die im Hauptartikel nur wenig Platz ist. An wichtigen Stellen wird dort auf einzelne Abschnitte dieser Datensammlung verlinkt.

## Ewige Tabelle

### DFB-Pokal
Ewige Tabelle des DFB-Pokals
| Pl. | Sp. | S  | U | N  | T+  | T−  | Td. | Pkt. | Spielzeiten |
| --- | --- | -- | - | -- | --- | --- | --- | ---- | --- |
| 38. | 66  | 32 | 8 | 26 | 121 | 113 | +8  | 104  | 1935, 1968, 1970/71, 1974/75 – 1981/82, 1983/84, 1985/86 – 1995/96, 2001/02, 2006/07, 2008/09, 2014/15, 2016/17, 2023/24 |

### Ehrenliga Saarland
Ewige Tabelle der Ehrenliga Saarland A
| Pl. | Ja. | Sp. | S  | U  | N  | T+  | T−  | Td. | Pkt. | Spielzeiten nach Kalenderjahren |
| --- | --- | --- | -- | -- | -- | --- | --- | --- | ---- | ------------------------------- |
| 7.  | 3   | 74  | 28 | 21 | 25 | 112 | 110 | +2  | 105  | 1948/49 – 1950/51               |

### Bundesliga
Ewige Tabelle der Fußball-Bundesliga
| Pl. | Ja. | Sp. | S  | U  | N  | T+  | T−  | Td. | Pkt | Spielzeiten nach Kalenderjahren |
| --- | --- | --- | -- | -- | -- | --- | --- | --- | --- | ------------------------------- |
| 44. | 3   | 102 | 21 | 27 | 54 | 103 | 200 | −97 | 90  | 1986/87 – 1987/88, 1989/90      |

### 2. Bundesliga
Ewige Tabelle der 2. Fußball-Bundesliga
| Pl. | Ja. | Sp. | S   | U   | N   | T+  | T−  | Td.  | Pkt. | Spielzeiten nach Kalenderjahren                                 |
| --- | --- | --- | --- | --- | --- | --- | --- | ---- | ---- | --------------------------------------------------------------- |
| 23. | 15  | 570 | 230 | 151 | 189 | 895 | 765 | +130 | 841  | 1974/75 – 1980/81, 1984/85 – 1985/86, 1988/89 1990/91 – 1994/95 |

### Regionalliga Südwest
Ewige Tabelle der Fußball-Regionalliga (1963–1974) A
| Pl. | Ja. | Sp. | S  | U  | N  | T+  | T−  | Td. | Pkt. | Spielzeiten nach Kalenderjahren |
| --- | --- | --- | -- | -- | -- | --- | --- | --- | ---- | ------------------------------- |
| 12. | 8   | 240 | 93 | 50 | 97 | 389 | 404 | −15 | 329  | 1966/67 – 1973/74               |

### Regionalliga 1994 – 2000
Ewige Tabelle der Fußball-Regionalliga (1994–2000) A
| Pl. | Ja. | Sp. | S  | U  | N  | T+  | T−  | Td. | Pkt. | Spielzeiten nach Kalenderjahren |
| --- | --- | --- | -- | -- | -- | --- | --- | --- | ---- | ------------------------------- |
| 11. | 4   | 136 | 57 | 36 | 43 | 215 | 171 | +44 | 207  | 1995/96 – 1998/99               |

### Regionalliga 2008 – 2012
Ewige Tabelle der Fußball-Regionalliga (2008–2012)  A
| Pl. | Ja. | Sp. | S | U | N  | T+ | T− | Td. | Pkt. | Spielzeiten nach Kalenderjahren |
| --- | --- | --- | - | - | -- | -- | -- | --- | ---- | ------------------------------- |
| 26. | 1   | 34  | 7 | 9 | 18 | 29 | 49 | −20 | 30   | 2010/11                         |

### Regionalliga seit 2012
Ewige Tabelle der Fußball-Regionalliga (seit 2012)
| Pl                                    | Ja. | Sp. | S   | U   | N   | T+  | T−  | Td.  | Pkt. | Spielzeiten nach Kalenderjahren |
| ------------------------------------- | --- | --- | --- | --- | --- | --- | --- | ---- | ---- | ------------------------------- |
| 3.                                    | 12+ | 411 | 179 | 100 | 132 | 650 | 539 | +111 | 637  | 2012/13 – 2016/17, 2018/19 –    |
|                                       |     |     |     |     |     |     |     |      |      |                                 |
|                                       |     | 411 | 179 | 100 | 132 | 650 | 539 | +111 | 637  |                                 |
| Aktueller Stand: Vor den Saisonbeginn |     |     |     |     |     |     |     |      |      |                                 |

### Regionalliga mit allen Spielzeiten
Ewige Tabelle der Fußball-Regionalliga (alle Spielzeiten)
| Pl.                                  | Ja. | Sp. | S   | U   | N   | T+   | T−   | Td.  | Pkt  | Spielzeiten nach Kalenderjahren                                             |
| ------------------------------------ | --- | --- | --- | --- | --- | ---- | ---- | ---- | ---- | --------------------------------------------------------------------------- |
| 19.                                  | 25+ | 719 | 391 | 167 | 261 | 1094 | 1028 | + 66 | 1030 | 1966/67 – 1973/74, 1995/96 – 1998/99, 2010/11, 2012/13 – 2016/17, 2018/19 – |
|                                      |     |     |     |     |     |      |      |      |      |                                                                             |
|                                      |     | 821 | 336 | 195 | 290 | 1283 | 1163 | +120 | 1193 |                                                                             |
| Aktueller Stand: Vor den Spielbeginn |     |     |     |     |     |      |      |      |      |                                                                             |

### Oberliga Rheinland-Pfalz/Saar
Ewige Tabelle der Fußball-Oberliga Rheinland-Pfalz/Saar
| Pl. | Ja. | Sp. | S   | U   | N   | T+   | T−  | Td.  | Pkt. | Spielzeiten nach Kalenderjahren                       |
| --- | --- | --- | --- | --- | --- | ---- | --- | ---- | ---- | ----------------------------------------------------- |
| 11. | 16  | 560 | 316 | 122 | 122 | 1080 | 597 | +479 | 1070 | 1981/82 – 1983/84, 1999/00 – 2009/10, 2011/12 2017/18 |

## Tabellenentwicklung: FC 08 Homburg
| Saison                                               | Liga                                                               | Platz             | Sp.               | S                 | U                 | N                 | T+                | T−                | Td.               | Pkt.              | DFB-Pokal         |
| ---------------------------------------------------- | ------------------------------------------------------------------ | ----------------- | ----------------- | ----------------- | ----------------- | ----------------- | ----------------- | ----------------- | ----------------- | ----------------- | ----------------- |
| 1912/13                                              | Gau Pfalz C-Klasse Bezirk Süd                                      | –                 | –                 | –                 | –                 | –                 | –                 | –                 | –                 | –                 |                   |
| 1913/14                                              | Gau Pfalz C-Klasse Bezirk West                                     | 1                 | –                 | –                 | –                 | –                 | –                 | –                 | –                 | –                 |                   |
| 1914/15                                              | kein Spielbetrieb                                                  | kein Spielbetrieb | kein Spielbetrieb | kein Spielbetrieb | kein Spielbetrieb | kein Spielbetrieb | kein Spielbetrieb | kein Spielbetrieb | kein Spielbetrieb | kein Spielbetrieb | kein Spielbetrieb |
| 1915/16                                              | Bezirk Pfalz Westkreis A-Klasse Bezirk 3 (Frühjahr)                | –                 | –                 | –                 | –                 | –                 | –                 | –                 | –                 | –                 |                   |
| 1915/16                                              | Bezirk Pfalz Westkreis A-Klasse Bezirk 3 (Herbst)                  | –                 | –                 | –                 | –                 | –                 | –                 | –                 | –                 | –                 |                   |
| 1916/17                                              | Gau Pfalz Westkreis Bezirk 2 A-Klasse (Herbst)                     | –                 | –                 | –                 | –                 | –                 | –                 | –                 | –                 | –                 |                   |
| 1917/18                                              | Gau Pfalz Westkreis Bezirk 2 A-Klasse (Frühjahr)                   | –                 | –                 | –                 | –                 | –                 | –                 | –                 | –                 | –                 |                   |
| 1918/19                                              | Gau Pfalz Westkreis Bezirk 2 B-Klasse (Herbst)                     | –                 | –                 | –                 | –                 | –                 | –                 | –                 | –                 | –                 |                   |
| 1919/20                                              | Südt. Liga Rheinkreis Gau Pfalz Bzk. Hinterpfalz B-Klasse Gruppe 2 | –                 | –                 | –                 | –                 | –                 | –                 | –                 | –                 | –                 |                   |
| 1920/21                                              | Süddt. Liga Kreis Pfalz, Gruppe Westpfalz, A-.Klasse               | 4                 | –                 | –                 | –                 | –                 | –                 | –                 | –                 | –                 |                   |
| 1921/22                                              | Süddt. Liga Kreis Pfalz, Gruppe Westpfalz, A-.Klasse               | –                 | –                 | –                 | –                 | –                 | –                 | –                 | –                 | –                 |                   |
| 1922/23                                              | Süddt. Liga Kreis Pfalz, Gruppe Saarpfalz, A-.Klasse               | –                 | –                 | –                 | –                 | –                 | –                 | –                 | –                 | –                 |                   |
| 1923/24                                              | Süddt. Liga Bezirk Rhein Gau Saarpfalz Kreis Hinterpfalz A-Klasse  | –                 | –                 | –                 | –                 | –                 | –                 | –                 | –                 | –                 |                   |
| 1924/25                                              | Süddt. Liga Bezirk Rhein Gau Saarpfalz Kreis Hinterpfalz A-Klasse  | –                 | –                 | –                 | –                 | –                 | –                 | –                 | –                 | –                 |                   |
| 1925/26                                              | Süddt. Liga Bezirk Rhein Gau Saarpfalz Kreis Hinterpfalz A-Klasse  | –                 | –                 | –                 | –                 | –                 | –                 | –                 | –                 | –                 |                   |
| 1926/27                                              | Südt. Liga Bezirk Rhein Kreisliga Hinterpfalz                      | 8                 | –                 | –                 | –                 | –                 | –                 | –                 | –                 | –                 |                   |
| 1927/28                                              | Süddt. Liga Bezirk Saar Kreisliga Blies-Pfalz                      | –                 | –                 | –                 | –                 | –                 | –                 | –                 | –                 | –                 |                   |
| 1928/29                                              | Süddt. Liga Bezirk Saar Kreisliga Blies-Pfalz                      | –                 | –                 | –                 | –                 | –                 | –                 | –                 | –                 | –                 |                   |
| 1929/30                                              | Süddt. Liga Bezirk Saar Kreisliga Blies-Pfalz                      | –                 | –                 | –                 | –                 | –                 | –                 | –                 | –                 | –                 |                   |
| 1930/31                                              | Süddt. Liga Bezirk Saar Kreisliga Blies-Pfalz                      | –                 | –                 | –                 | –                 | –                 | –                 | –                 | –                 | –                 |                   |
| 1931/32                                              | Süddt. Liga Bezirk Saar Kreisliga Ostsaar                          | –                 | –                 | –                 | –                 | –                 | –                 | –                 | –                 | –                 |                   |
| 1932/33                                              | Süddt. Liga Bezirk Saar Kreisliga Ostsaar                          | 6                 | –                 | –                 | –                 | –                 | –                 | –                 | –                 | –                 |                   |
| 1933/34                                              | Gau 13 Südwest Bezirk Saar Bezirksklasse Ost                       | 4                 | –                 | –                 | –                 | –                 | –                 | –                 | –                 | –                 |                   |
| 1934/35                                              | Gau 13 Südwest Bezirk Saar Bezirksklasse Saar                      | 5                 | –                 | –                 | –                 | –                 | –                 | –                 | –                 | –                 |                   |
| 1935/36                                              | Gau 13 Südwest Bezirk Pfalz, Bezirksklasse Pfalz-West              | 2                 | –                 | –                 | –                 | –                 | –                 | –                 | –                 | –                 | 1. Runde          |
| 1936/37                                              | Gau 13 Südwest Bezirk Pfalz, Bezirksklasse Pfalz-West              | 4                 | –                 | –                 | –                 | –                 | –                 | –                 | –                 | –                 |                   |
| 1937/38                                              | Gau 13 Südwest Bezirk Pfalz, Bezirksklasse Pfalz-West              | –                 | –                 | –                 | –                 | –                 | –                 | –                 | –                 | –                 |                   |
| 1938/39                                              | Gau 13 Südwest Bezirk Pfalz Bezirksklasse Mittelpfalz              | 7                 | –                 | –                 | –                 | –                 | –                 | –                 | –                 | –                 |                   |
| 1939/40                                              | Gau 13 Südwest Bezirk ? Bezirksklasse Saarpfalz Staffel 2 Saar     | –                 | –                 | –                 | –                 | –                 | –                 | –                 | –                 | –                 |                   |
| 1940/41                                              | Gau 13 Südwest Bezirk Nordsaar 1 Klasse Staffel II                 | –                 | –                 | –                 | –                 | –                 | –                 | –                 | –                 | –                 |                   |
| 1941/42                                              | Gau 13 Westmark Bezirk Nordsaar 1. Klasse Homburg                  | –                 | –                 | –                 | –                 | –                 | –                 | –                 | –                 | –                 |                   |
| 1942/43                                              | Gau 13 Westmark Bezirk Nordsaar 1. Klasse Homburg                  | –                 | –                 | –                 | –                 | –                 | –                 | –                 | –                 | –                 |                   |
| 1943/44                                              | Gau 13 Westmark Bezirk Pfalz Kreisklasse Mittelpfalz               | –                 | –                 | –                 | –                 | –                 | –                 | –                 | –                 | –                 |                   |
| 1944/45                                              | Gau 13 Westmark Bereichsklasse Gruppe Ost                          | –                 | –                 | –                 | –                 | –                 | –                 | –                 | –                 | –                 |                   |
| 1945/46                                              | Ehrenklasse Saar                                                   | 5                 | –                 | –                 | –                 | –                 | –                 | –                 | –                 | –                 |                   |
| 1946/47                                              | Ehrenklasse Saar                                                   | 5                 | –                 | –                 | –                 | –                 | –                 | –                 | –                 | –                 |                   |
| 1946/47                                              | Ehrenklasse Saar Gruppe 1                                          | 4                 | 10                | –                 | –                 | –                 | 16                | 27                | −11               | 7                 |                   |
| 1947/48                                              | Ehrenklasse Saar                                                   | 1                 | 18                | –                 | –                 | –                 | 52                | 14                | +38               | 31                |                   |
| 1948/49                                              | Landesklasse Saar                                                  | 4                 | 26                | 11                | 10                | 5                 | 47                | 32                | +15               | 43                |                   |
| 1949/50                                              | Landesklasse Saar                                                  | 9                 | 22                | 6                 | 6                 | 10                | 26                | 39                | −13               | 24                |                   |
| 1950/51                                              | Landesklasse Saar                                                  | 7                 | 26                | 11                | 5                 | 10                | 39                | 39                | ±0                | 38                |                   |
| 1951/52                                              | Landesklasse Saar                                                  | 8                 | 26                | –                 | –                 | –                 | 27                | 31                | −4                | 25                |                   |
| 1952/53                                              | Landesklasse Saar                                                  | 9                 | 26                | –                 | –                 | –                 | 38                | 49                | −11               | 26                |                   |
| 1953/54                                              | Landesklasse Saar                                                  | 4                 | 26                | –                 | –                 | –                 | 59                | 38                | +21               | 29                |                   |
| 1954/55                                              | Landesklasse Saar                                                  | 3                 | 26                | 11                | 11                | 4                 | 61                | 39                | +22               | 33                |                   |
| 1955/56                                              | Landesklasse Saar                                                  | 5                 | 26                | 12                | 3                 | 11                | 70                | 50                | +20               | 27                |                   |
| 1956/57                                              | Landesklasse Saar                                                  | 1                 | 26                | 18                | 2                 | 6                 | 79                | 40                | +59               | 38                |                   |
| 1957/58                                              | 2. Liga Südwest                                                    | 11                | 30                | 11                | 6                 | 13                | 50                | 63                | −13               | 28                |                   |
| 1958/59                                              | 2. Liga Südwest                                                    | 3                 | 30                | 18                | 3                 | 9                 | 64                | 47                | +17               | 39                |                   |
| 1959/60                                              | 2. Liga Südwest                                                    | 15                | 30                | 8                 | 5                 | 17                | 47                | 58                | −21               | 21                |                   |
| 1960/61                                              | 1. Amateurliga Saar                                                | 1                 | 26                | 18                | 4                 | 4                 | 83                | 33                | +50               | 40                |                   |
| 1961/62                                              | 1. Amateurliga Saar                                                | 3                 | 26                | 12                | 4                 | 10                | 79                | 49                | +30               | 28                |                   |
| 1962/63                                              | 1. Amateurliga Saar                                                | 9                 | 26                | 11                | 4                 | 11                | 50                | 48                | +2                | 26                |                   |
| 1963/64                                              | 1. Amateurliga Saar                                                | 3                 | 34                | 16                | 10                | 8                 | 80                | 53                | +27               | 24                |                   |
| 1964/65                                              | 1. Amateurliga Saar                                                | 6                 | 32                | 17                | 5                 | 10                | 99                | 52                | +47               | 39                |                   |
| 1965/66                                              | 1. Amateurliga Saar                                                | 1                 | 30                | 18                | 5                 | 7                 | 86                | 49                | +37               | 41                |                   |
| 1966/67                                              | Regionalliga Südwest                                               | 15                | 30                | 8                 | 7                 | 15                | 46                | 81                | −35               | 31                |                   |
| 1967/68                                              | Regionalliga Südwest                                               | 11                | 30                | 11                | 8                 | 11                | 41                | 53                | −12               | 41                |                   |
| 1968/69                                              | Regionalliga Südwest                                               | 10                | 30                | 11                | 7                 | 12                | 40                | 49                | −9                | 40                |                   |
| 1969/70                                              | Regionalliga Südwest                                               | 13                | 30                | 8                 | 4                 | 18                | 41                | 54                | −13               | 28                |                   |
| 1970/71                                              | Regionalliga Südwest                                               | 8                 | 30                | 12                | 6                 | 12                | 46                | 50                | −4                | 42                | 1. Runde          |
| 1971/72                                              | Regionalliga Südwest                                               | 6                 | 30                | 11                | 7                 | 12                | 38                | 30                | +8                | 40                |                   |
| 1972/73                                              | Regionalliga Südwest                                               | 6                 | 30                | 14                | 6                 | 10                | 72                | 52                | +20               | 38                |                   |
| 1973/74                                              | Regionalliga Südwest                                               | 4                 | 30                | 18                | 5                 | 7                 | 65                | 35                | +30               | 59                |                   |
| 1974/75                                              | 2. Bundesliga Süd                                                  | 14                | 38                | 13                | 8                 | 17                | 71                | 74                | −3                | 47                | 2. Runde          |
| 1975/76                                              | 2. Bundesliga Süd                                                  | 3                 | 38                | 19                | 13                | 6                 | 72                | 41                | +31               | 70                | Viertelfinale     |
| 1976/77                                              | 2. Bundesliga Süd                                                  | 4                 | 38                | 23                | 3                 | 12                | 84                | 56                | +28               | 72                | 2. Runde          |
| 1977/78                                              | 2. Bundesliga Süd                                                  | 3                 | 38                | 20                | 9                 | 9                 | 65                | 45                | +20               | 69                | Achtelfinale      |
| 1978/79                                              | 2. Bundesliga Süd                                                  | 7                 | 38                | 17                | 9                 | 12                | 65                | 47                | +18               | 60                | 3. Runde          |
| 1979/80                                              | 2. Bundesliga Süd                                                  | 12                | 40                | 13                | 11                | 16                | 58                | 62                | −4                | 50                | Viertelfinale     |
| 1980/81                                              | 2. Bundesliga Süd                                                  | 11                | 38                | 14                | 10                | 14                | 66                | 69                | −3                | 52                | 2. Runde          |
| 1981/82                                              | Amateur-Oberliga Südwest                                           | 1                 | 40                | 28                | 5                 | 7                 | 99                | 52                | +47               | 79                | 1. Runde          |
| 1982/83                                              | Amateur-Oberliga Südwest                                           | 3                 | 38                | 22                | 9                 | 7                 | 66                | 32                | +34               | 75                |                   |
| 1983/84                                              | Amateur-Oberliga Südwest                                           | 1                 | 34                | 23                | 5                 | 6                 | 86                | 27                | +59               | 74                | 1. Runde          |
| 1984/85                                              | 2. Bundesliga                                                      | 16                | 38                | 13                | 8                 | 17                | 57                | 58                | −1                | 47                |                   |
| 1985/86                                              | 2. Bundesliga                                                      | 1                 | 38                | 20                | 9                 | 9                 | 75                | 42                | +33               | 69                | Achtelfinale      |
| 1986/87                                              | 1. Bundesliga                                                      | 16                | 34                | 6                 | 9                 | 19                | 33                | 79                | −46               | 27                | 2. Runde          |
| 1987/88                                              | 1. Bundesliga                                                      | 17                | 34                | 7                 | 10                | 17                | 37                | 70                | −33               | 31                | 1. Runde          |
| 1988/89                                              | 2. Bundesliga                                                      | 2                 | 38                | 18                | 11                | 9                 | 55                | 36                | +19               | 65                | 2. Runde          |
| 1989/90                                              | 1. Bundesliga                                                      | 18                | 34                | 8                 | 8                 | 18                | 33                | 51                | −18               | 32                | 1. Runde          |
| 1990/91                                              | 2. Bundesliga                                                      | 4                 | 38                | 16                | 13                | 9                 | 42                | 37                | +5                | 61                | 1. Runde          |
| 1991/92                                              | 2. Bundesliga                                                      | 6                 | 32                | 10                | 12                | 10                | 41                | 36                | +5                | 42                | 3. Runde          |
| 1992/93                                              | 2. Bundesliga                                                      | 16                | 46                | 13                | 17                | 16                | 50                | 53                | −3                | 56                | Achtelfinale      |
| 1993/94                                              | 2. Bundesliga                                                      | 5                 | 38                | 13                | 11                | 14                | 53                | 46                | +7                | 50                | 1. Runde          |
| 1994/95                                              | 2. Bundesliga                                                      | 17                | 34                | 8                 | 7                 | 19                | 41                | 63                | −22               | 31                | 2. Runde          |
| 1995/96                                              | Regionalliga West / Südwest                                        | 3                 | 36                | 20                | 7                 | 9                 | 69                | 37                | +32               | 67                | Viertelfinale     |
| 1996/97                                              | Regionalliga West / Südwest                                        | 8                 | 34                | 12                | 9                 | 13                | 47                | 47                | ±0                | 45                |                   |
| 1997/98                                              | Regionalliga West / Südwest                                        | 3                 | 34                | 17                | 8                 | 9                 | 70                | 38                | +32               | 59                |                   |
| 1998/99                                              | Regionalliga West / Südwest                                        | 13                | 32                | 8                 | 12                | 12                | 29                | 49                | −20               | 36                |                   |
| 1999/00                                              | Oberliga Südwest                                                   | 3                 | 36                | 19                | 8                 | 9                 | 55                | 34                | +21               | 65                |                   |
| 2000/01                                              | Oberliga Südwest                                                   | 4                 | 38                | 19                | 10                | 9                 | 85                | 47                | +38               | 67                |                   |
| 2001/02                                              | Oberliga Südwest                                                   | 9                 | 34                | 13                | 10                | 11                | 55                | 45                | +10               | 49                | 1. Runde          |
| 2002/03                                              | Oberliga Südwest                                                   | 12                | 36                | 12                | 12                | 12                | 48                | 51                | −3                | 48                |                   |
| 2003/04                                              | Oberliga Südwest                                                   | 4                 | 34                | 18                | 6                 | 10                | 52                | 44                | +8                | 60                |                   |
| 2004/05                                              | Oberliga Südwest                                                   | 4                 | 34                | 19                | 7                 | 8                 | 69                | 33                | +36               | 64                |                   |
| 2005/06                                              | Oberliga Südwest                                                   | 2                 | 32                | 21                | 5                 | 6                 | 61                | 34                | +27               | 68                |                   |
| 2006/07                                              | Oberliga Südwest                                                   | 9                 | 32                | 17                | 5                 | 10                | 52                | 42                | +10               | 56                | 1. Runde          |
| 2007/08                                              | Oberliga Südwest                                                   | 7                 | 34                | 13                | 11                | 10                | 49                | 41                | +8                | 50                |                   |
| 2008/09                                              | Oberliga Südwest                                                   | 2                 | 34                | 22                | 8                 | 4                 | 67                | 29                | +38               | 74                | 1. Runde          |
| 2009/10                                              | Oberliga Südwest                                                   | 1                 | 34                | 18                | 10                | 6                 | 53                | 32                | +21               | 64                |                   |
| 2010/11                                              | Regionalliga West                                                  | 17                | 34                | 7                 | 9                 | 18                | 29                | 49                | −20               | 30                |                   |
| 2011/12                                              | Oberliga Südwest                                                   | 1                 | 34                | 21                | 8                 | 5                 | 71                | 34                | +37               | 71                |                   |
| 2012/13                                              | Regionalliga Südwest                                               | 14                | 36                | 12                | 7                 | 17                | 51                | 64                | −13               | 43                |                   |
| 2013/14                                              | Regionalliga Südwest                                               | 11                | 34                | 12                | 8                 | 14                | 50                | 47                | +3                | 44                |                   |
| 2014/15                                              | Regionalliga Südwest                                               | 6                 | 34                | 16                | 9                 | 9                 | 48                | 31                | +17               | 57                | 1. Runde          |
| 2015/16                                              | Regionalliga Südwest                                               | 6                 | 34                | 17                | 8                 | 9                 | 59                | 42                | +17               | 59                |                   |
| 2016/17                                              | Regionalliga Südwest                                               | 15                | 36                | 12                | 5                 | 19                | 41                | 59                | −18               | 41                | 1. Runde          |
| 2017/18                                              | Oberliga Rheinland-Pfalz/Saar                                      | 1                 | 36                | 31                | 3                 | 2                 | 112               | 20                | +92               | 96                |                   |
| 2018/19                                              | Regionalliga Südwest                                               | 3                 | 34                | 19                | 7                 | 8                 | 54                | 30                | +24               | 64                |                   |
| 2019/20                                              | Regionalliga Südwest                                               | 4                 | 23                | 14                | 4                 | 5                 | 42                | 30                | +12               | 46                |                   |
| 2020/21                                              | Regionalliga Südwest                                               | 7                 | 42                | 18                | 14                | 10                | 73                | 53                | +20               | 68                |                   |
| 2021/22                                              | Regionalliga Südwest                                               | 6                 | 36                | 14                | 10                | 12                | 43                | 48                | −5                | 52                |                   |
| 2022/23                                              | Regionalliga Südwest                                               | 5                 | 34                | 16                | 10                | 8                 | 65                | 44                | +21               | 58                |                   |
| 2023/24                                              | Regionalliga Südwest                                               | 4                 | 34                | 17                | 7                 | 10                | 68                | 46                | +22               | 58                | Achtelfinale      |
| 2024/25                                              | Regionalliga Südwest                                               | 8                 | 34                | 12                | 11                | 11                | 56                | 45                | +11               | 47                |                   |
| 2025/26                                              | Regionalliga Südwest                                               |                   |                   |                   |                   |                   |                   |                   |                   |                   | 1. Runde          |
| fettgedruckt = Aktueller Stand: Vor den Saisonbeginn |                                                                    |                   |                   |                   |                   |                   |                   |                   |                   |                   |                   |

| Farbe | Legende      |
| ----- | ------------ |
| ↑     | Aufgestiegen |
| ↓     | Abgestiegen  |
| •     | Vizemeister  |

## Saisonbilanz

### Ehrenliga SaarlandA
| Spielzeiten: 1948/49 – 1950/51 | Spielzeiten: 1948/49 – 1950/51 | Spielzeiten: 1948/49 – 1950/51 | Spielzeiten: 1948/49 – 1950/51 | Spielzeiten: 1948/49 – 1950/51 | Spielzeiten: 1948/49 – 1950/51 | Spielzeiten: 1948/49 – 1950/51 | Spielzeiten: 1948/49 – 1950/51 | Spielzeiten: 1948/49 – 1950/51 | Spielzeiten: 1948/49 – 1950/51 |
| Saison                         | Pl.                            | Sp.                            | S                              | U                              | N                              | T+                             | T−                             | Td.                            | Pkt.                           |
| ------------------------------ | ------------------------------ | ------------------------------ | ------------------------------ | ------------------------------ | ------------------------------ | ------------------------------ | ------------------------------ | ------------------------------ | ------------------------------ |
| 1948/49                        | 4                              | 26                             | 11                             | 10                             | 5                              | 47                             | 32                             | +15                            | 43                             |
| 1949/50                        | 9                              | 22                             | 6                              | 6                              | 10                             | 26                             | 39                             | −13                            | 24                             |
| 1950/51                        | 7                              | 26                             | 11                             | 5                              | 10                             | 39                             | 39                             | ±0                             | 38                             |
| Gesamt                         | Gesamt                         | 74                             | 28                             | 21                             | 25                             | 112                            | 110                            | +2                             | 105                            |

### 2. Liga SüdwestA
| Spielzeiten: 1957/58 – 1959/60 | Spielzeiten: 1957/58 – 1959/60 | Spielzeiten: 1957/58 – 1959/60 | Spielzeiten: 1957/58 – 1959/60 | Spielzeiten: 1957/58 – 1959/60 | Spielzeiten: 1957/58 – 1959/60 | Spielzeiten: 1957/58 – 1959/60 | Spielzeiten: 1957/58 – 1959/60 | Spielzeiten: 1957/58 – 1959/60 | Spielzeiten: 1957/58 – 1959/60 |
| Saison                         | Pl.                            | Sp.                            | S                              | U                              | N                              | T+                             | T−                             | Td.                            | Pkt.                           |
| ------------------------------ | ------------------------------ | ------------------------------ | ------------------------------ | ------------------------------ | ------------------------------ | ------------------------------ | ------------------------------ | ------------------------------ | ------------------------------ |
| 1957/58                        | 11                             | 30                             | 11                             | 6                              | 13                             | 50                             | 63                             | −13                            | 39                             |
| 1958/59                        | 3                              | 30                             | 18                             | 3                              | 9                              | 64                             | 47                             | +17                            | 54                             |
| 1959/60                        | 15                             | 30                             | 8                              | 5                              | 17                             | 47                             | 58                             | −21                            | 29                             |
| Gesamt                         | Gesamt                         | 60                             | 37                             | 14                             | 39                             | 161                            | 168                            | - 7                            | 122                            |

### 1. Bundesliga
| Spielzeiten: 1986/87 – 1987/88, 1989/90 | Spielzeiten: 1986/87 – 1987/88, 1989/90 | Spielzeiten: 1986/87 – 1987/88, 1989/90 | Spielzeiten: 1986/87 – 1987/88, 1989/90 | Spielzeiten: 1986/87 – 1987/88, 1989/90 | Spielzeiten: 1986/87 – 1987/88, 1989/90 | Spielzeiten: 1986/87 – 1987/88, 1989/90 | Spielzeiten: 1986/87 – 1987/88, 1989/90 | Spielzeiten: 1986/87 – 1987/88, 1989/90 | Spielzeiten: 1986/87 – 1987/88, 1989/90 |
| Saison                                  | Pl.                                     | Sp.                                     | S                                       | U                                       | N                                       | T+                                      | T-                                      | Td.                                     | Pkt.                                    |
| --------------------------------------- | --------------------------------------- | --------------------------------------- | --------------------------------------- | --------------------------------------- | --------------------------------------- | --------------------------------------- | --------------------------------------- | --------------------------------------- | --------------------------------------- |
| 1986/87                                 | 16                                      | 34                                      | 6                                       | 9                                       | 19                                      | 33                                      | 79                                      | −46                                     | 27                                      |
| 1987/88                                 | 17                                      | 34                                      | 7                                       | 10                                      | 17                                      | 37                                      | 70                                      | −33                                     | 31                                      |
| 1989/90                                 | 18                                      | 34                                      | 8                                       | 8                                       | 18                                      | 33                                      | 51                                      | −18                                     | 32                                      |
| Gesamt                                  | Gesamt                                  | 102                                     | 21                                      | 27                                      | 54                                      | 103                                     | 200                                     | −97                                     | 90                                      |

### 2. Bundesliga
| Spielzeiten: 1974/75 – 1980/81, 1984/85 – 1985/86, 1988/89 1990/91 – 1994/95 | Spielzeiten: 1974/75 – 1980/81, 1984/85 – 1985/86, 1988/89 1990/91 – 1994/95 | Spielzeiten: 1974/75 – 1980/81, 1984/85 – 1985/86, 1988/89 1990/91 – 1994/95 | Spielzeiten: 1974/75 – 1980/81, 1984/85 – 1985/86, 1988/89 1990/91 – 1994/95 | Spielzeiten: 1974/75 – 1980/81, 1984/85 – 1985/86, 1988/89 1990/91 – 1994/95 | Spielzeiten: 1974/75 – 1980/81, 1984/85 – 1985/86, 1988/89 1990/91 – 1994/95 | Spielzeiten: 1974/75 – 1980/81, 1984/85 – 1985/86, 1988/89 1990/91 – 1994/95 | Spielzeiten: 1974/75 – 1980/81, 1984/85 – 1985/86, 1988/89 1990/91 – 1994/95 | Spielzeiten: 1974/75 – 1980/81, 1984/85 – 1985/86, 1988/89 1990/91 – 1994/95 | Spielzeiten: 1974/75 – 1980/81, 1984/85 – 1985/86, 1988/89 1990/91 – 1994/95 |
| Saison                                                                       | Pl.                                                                          | Sp.                                                                          | S                                                                            | U                                                                            | N                                                                            | T+                                                                           | T−                                                                           | Td.                                                                          | Pkt.                                                                         |
| ---------------------------------------------------------------------------- | ---------------------------------------------------------------------------- | ---------------------------------------------------------------------------- | ---------------------------------------------------------------------------- | ---------------------------------------------------------------------------- | ---------------------------------------------------------------------------- | ---------------------------------------------------------------------------- | ---------------------------------------------------------------------------- | ---------------------------------------------------------------------------- | ---------------------------------------------------------------------------- |
| 1974/75                                                                      | 14                                                                           | 38                                                                           | 13                                                                           | 8                                                                            | 17                                                                           | 71                                                                           | 74                                                                           | −3                                                                           | 47                                                                           |
| 1975/76                                                                      | 3                                                                            | 38                                                                           | 19                                                                           | 13                                                                           | 6                                                                            | 72                                                                           | 41                                                                           | +31                                                                          | 70                                                                           |
| 1976/77                                                                      | 4                                                                            | 38                                                                           | 23                                                                           | 3                                                                            | 12                                                                           | 84                                                                           | 56                                                                           | +28                                                                          | 72                                                                           |
| 1977/78                                                                      | 3                                                                            | 38                                                                           | 20                                                                           | 9                                                                            | 9                                                                            | 65                                                                           | 45                                                                           | +20                                                                          | 69                                                                           |
| 1978/79                                                                      | 7                                                                            | 38                                                                           | 17                                                                           | 9                                                                            | 12                                                                           | 65                                                                           | 47                                                                           | +18                                                                          | 60                                                                           |
| 1979/80                                                                      | 12                                                                           | 40                                                                           | 13                                                                           | 11                                                                           | 16                                                                           | 58                                                                           | 62                                                                           | −4                                                                           | 50                                                                           |
| 1980/81                                                                      | 11                                                                           | 38                                                                           | 14                                                                           | 10                                                                           | 14                                                                           | 66                                                                           | 69                                                                           | −3                                                                           | 52                                                                           |
| 1984/85                                                                      | 16                                                                           | 38                                                                           | 13                                                                           | 8                                                                            | 17                                                                           | 57                                                                           | 58                                                                           | −1                                                                           | 47                                                                           |
| 1985/86                                                                      | 1                                                                            | 38                                                                           | 20                                                                           | 9                                                                            | 9                                                                            | 75                                                                           | 42                                                                           | +33                                                                          | 69                                                                           |
| 1988/89                                                                      | 2                                                                            | 38                                                                           | 18                                                                           | 11                                                                           | 9                                                                            | 55                                                                           | 36                                                                           | +19                                                                          | 65                                                                           |
| 1990/91                                                                      | 4                                                                            | 38                                                                           | 16                                                                           | 13                                                                           | 9                                                                            | 42                                                                           | 37                                                                           | +5                                                                           | 61                                                                           |
| 1991/92                                                                      | 6                                                                            | 32                                                                           | 10                                                                           | 12                                                                           | 10                                                                           | 41                                                                           | 36                                                                           | +5                                                                           | 42                                                                           |
| 1992/93                                                                      | 16                                                                           | 46                                                                           | 13                                                                           | 17                                                                           | 16                                                                           | 50                                                                           | 53                                                                           | −3                                                                           | 56                                                                           |
| 1993/94                                                                      | 5                                                                            | 38                                                                           | 13                                                                           | 11                                                                           | 14                                                                           | 53                                                                           | 46                                                                           | +7                                                                           | 50                                                                           |
| 1994/95                                                                      | 17                                                                           | 34                                                                           | 8                                                                            | 7                                                                            | 19                                                                           | 41                                                                           | 63                                                                           | −22                                                                          | 31                                                                           |
| Gesamt                                                                       | Gesamt                                                                       | 570                                                                          | 230                                                                          | 151                                                                          | 189                                                                          | 895                                                                          | 765                                                                          | +130                                                                         | 841                                                                          |

### Regionalliga Südwest
| Spielzeiten: 1966/67 – 1973/74, 2012/13 – 2016/17, 2018/19 – | Spielzeiten: 1966/67 – 1973/74, 2012/13 – 2016/17, 2018/19 – | Spielzeiten: 1966/67 – 1973/74, 2012/13 – 2016/17, 2018/19 – | Spielzeiten: 1966/67 – 1973/74, 2012/13 – 2016/17, 2018/19 – | Spielzeiten: 1966/67 – 1973/74, 2012/13 – 2016/17, 2018/19 – | Spielzeiten: 1966/67 – 1973/74, 2012/13 – 2016/17, 2018/19 – | Spielzeiten: 1966/67 – 1973/74, 2012/13 – 2016/17, 2018/19 – | Spielzeiten: 1966/67 – 1973/74, 2012/13 – 2016/17, 2018/19 – | Spielzeiten: 1966/67 – 1973/74, 2012/13 – 2016/17, 2018/19 – | Spielzeiten: 1966/67 – 1973/74, 2012/13 – 2016/17, 2018/19 – |
| Saison                                                       | Pl.                                                          | Sp.                                                          | S                                                            | U                                                            | N                                                            | T+                                                           | T−                                                           | Td.                                                          | Pkt.                                                         |
| ------------------------------------------------------------ | ------------------------------------------------------------ | ------------------------------------------------------------ | ------------------------------------------------------------ | ------------------------------------------------------------ | ------------------------------------------------------------ | ------------------------------------------------------------ | ------------------------------------------------------------ | ------------------------------------------------------------ | ------------------------------------------------------------ |
| 1966/67                                                      | 15                                                           | 30                                                           | 8                                                            | 7                                                            | 15                                                           | 46                                                           | 81                                                           | −35                                                          | 31                                                           |
| 1967/68                                                      | 11                                                           | 30                                                           | 11                                                           | 8                                                            | 11                                                           | 41                                                           | 53                                                           | −12                                                          | 41                                                           |
| 1968/69                                                      | 10                                                           | 30                                                           | 11                                                           | 7                                                            | 12                                                           | 40                                                           | 49                                                           | −9                                                           | 40                                                           |
| 1969/70                                                      | 13                                                           | 30                                                           | 8                                                            | 4                                                            | 18                                                           | 41                                                           | 54                                                           | −13                                                          | 28                                                           |
| 1970/71                                                      | 8                                                            | 30                                                           | 12                                                           | 6                                                            | 12                                                           | 46                                                           | 50                                                           | −4                                                           | 42                                                           |
| 1971/72                                                      | 6                                                            | 30                                                           | 11                                                           | 7                                                            | 12                                                           | 38                                                           | 30                                                           | +8                                                           | 40                                                           |
| 1972/73                                                      | 6                                                            | 30                                                           | 14                                                           | 6                                                            | 10                                                           | 72                                                           | 52                                                           | +20                                                          | 38                                                           |
| 1973/74                                                      | 4                                                            | 30                                                           | 18                                                           | 5                                                            | 7                                                            | 65                                                           | 35                                                           | +30                                                          | 59                                                           |
| 2012/13                                                      | 14                                                           | 36                                                           | 12                                                           | 7                                                            | 17                                                           | 51                                                           | 64                                                           | −13                                                          | 43                                                           |
| 2013/14                                                      | 11                                                           | 34                                                           | 12                                                           | 8                                                            | 14                                                           | 50                                                           | 47                                                           | +3                                                           | 44                                                           |
| 2014/15                                                      | 6                                                            | 34                                                           | 16                                                           | 9                                                            | 9                                                            | 48                                                           | 31                                                           | +17                                                          | 57                                                           |
| 2015/16                                                      | 6                                                            | 34                                                           | 17                                                           | 8                                                            | 9                                                            | 59                                                           | 42                                                           | +17                                                          | 59                                                           |
| 2016/17                                                      | 15                                                           | 36                                                           | 12                                                           | 5                                                            | 19                                                           | 41                                                           | 59                                                           | −18                                                          | 41                                                           |
| 2018/19                                                      | 3                                                            | 34                                                           | 19                                                           | 7                                                            | 8                                                            | 54                                                           | 30                                                           | +24                                                          | 64                                                           |
| 2019/20                                                      | 4                                                            | 23                                                           | 14                                                           | 4                                                            | 5                                                            | 42                                                           | 30                                                           | +12                                                          | 46                                                           |
| 2020/21                                                      | 7                                                            | 42                                                           | 18                                                           | 14                                                           | 10                                                           | 73                                                           | 53                                                           | +20                                                          | 68                                                           |
| 2021/22                                                      | 6                                                            | 36                                                           | 14                                                           | 10                                                           | 12                                                           | 43                                                           | 48                                                           | −5                                                           | 52                                                           |
| 2022/23                                                      | 5                                                            | 34                                                           | 16                                                           | 10                                                           | 8                                                            | 65                                                           | 44                                                           | +21                                                          | 58                                                           |
| 2023/24                                                      | 4                                                            | 34                                                           | 17                                                           | 7                                                            | 10                                                           | 68                                                           | 46                                                           | +22                                                          | 58                                                           |
| 2024/25                                                      | 5                                                            | 34                                                           | 12                                                           | 11                                                           | 11                                                           | 56                                                           | 45                                                           | +11                                                          | 47                                                           |
| 2025/26                                                      |                                                              |                                                              |                                                              |                                                              |                                                              |                                                              |                                                              |                                                              |                                                              |
| Gesamt                                                       | Gesamt                                                       | 651                                                          | 272                                                          | 150                                                          | 229                                                          | 1039                                                         | 943                                                          | +96                                                          | 956                                                          |
| fettgedruckt = Aktueller Stand: Vor den Saisonbeginn         |                                                              |                                                              |                                                              |                                                              |                                                              |                                                              |                                                              |                                                              |                                                              |

### Regionalliga West/SüdwestA
| Spielzeiten: 1995/96 – 1998/99 | Spielzeiten: 1995/96 – 1998/99 | Spielzeiten: 1995/96 – 1998/99 | Spielzeiten: 1995/96 – 1998/99 | Spielzeiten: 1995/96 – 1998/99 | Spielzeiten: 1995/96 – 1998/99 | Spielzeiten: 1995/96 – 1998/99 | Spielzeiten: 1995/96 – 1998/99 | Spielzeiten: 1995/96 – 1998/99 | Spielzeiten: 1995/96 – 1998/99 |
| Saison                         | Pl.                            | Sp.                            | S                              | U                              | N                              | T+                             | T−                             | Td.                            | Pkt.                           |
| ------------------------------ | ------------------------------ | ------------------------------ | ------------------------------ | ------------------------------ | ------------------------------ | ------------------------------ | ------------------------------ | ------------------------------ | ------------------------------ |
| 1995/96                        | 3                              | 36                             | 20                             | 7                              | 9                              | 69                             | 37                             | +32                            | 67                             |
| 1996/97                        | 8                              | 34                             | 12                             | 9                              | 13                             | 47                             | 47                             | ±0                             | 45                             |
| 1997/98                        | 3                              | 34                             | 17                             | 8                              | 9                              | 70                             | 38                             | +32                            | 59                             |
| 1998/99                        | 13                             | 32                             | 8                              | 12                             | 12                             | 29                             | 49                             | −20                            | 36                             |
| Gesamt                         | Gesamt                         | 136                            | 57                             | 36                             | 43                             | 215                            | 171                            | +44                            | 207                            |

### Regionalliga WestA
| Spielzeiten: 2010/11 | Spielzeiten: 2010/11 | Spielzeiten: 2010/11 | Spielzeiten: 2010/11 | Spielzeiten: 2010/11 | Spielzeiten: 2010/11 | Spielzeiten: 2010/11 | Spielzeiten: 2010/11 | Spielzeiten: 2010/11 | Spielzeiten: 2010/11 |
| Saison               | Pl.                  | Sp.                  | S                    | U                    | N                    | T+                   | T−                   | Td.                  | Pkt.                 |
| -------------------- | -------------------- | -------------------- | -------------------- | -------------------- | -------------------- | -------------------- | -------------------- | -------------------- | -------------------- |
| 2010/11              | 17                   | 34                   | 7                    | 9                    | 18                   | 29                   | 49                   | −20                  | 30                   |
| Gesamt               | Gesamt               | 34                   | 7                    | 9                    | 18                   | 29                   | 49                   | −20                  | 30                   |

### Oberliga Rheinland-Pfalz/Saar
| Spielzeiten: 1981/82 – 1983/84, 1999/00 – 2009/10, 2011/12 2017/18 | Spielzeiten: 1981/82 – 1983/84, 1999/00 – 2009/10, 2011/12 2017/18 | Spielzeiten: 1981/82 – 1983/84, 1999/00 – 2009/10, 2011/12 2017/18 | Spielzeiten: 1981/82 – 1983/84, 1999/00 – 2009/10, 2011/12 2017/18 | Spielzeiten: 1981/82 – 1983/84, 1999/00 – 2009/10, 2011/12 2017/18 | Spielzeiten: 1981/82 – 1983/84, 1999/00 – 2009/10, 2011/12 2017/18 | Spielzeiten: 1981/82 – 1983/84, 1999/00 – 2009/10, 2011/12 2017/18 | Spielzeiten: 1981/82 – 1983/84, 1999/00 – 2009/10, 2011/12 2017/18 | Spielzeiten: 1981/82 – 1983/84, 1999/00 – 2009/10, 2011/12 2017/18 | Spielzeiten: 1981/82 – 1983/84, 1999/00 – 2009/10, 2011/12 2017/18 |
| Saison                                                             | Pl.                                                                | Sp.                                                                | S                                                                  | U                                                                  | N                                                                  | T+                                                                 | T−                                                                 | Td.                                                                | Pkt.                                                               |
| ------------------------------------------------------------------ | ------------------------------------------------------------------ | ------------------------------------------------------------------ | ------------------------------------------------------------------ | ------------------------------------------------------------------ | ------------------------------------------------------------------ | ------------------------------------------------------------------ | ------------------------------------------------------------------ | ------------------------------------------------------------------ | ------------------------------------------------------------------ |
| 1981/82                                                            | 1                                                                  | 40                                                                 | 28                                                                 | 5                                                                  | 7                                                                  | 99                                                                 | 52                                                                 | +47                                                                | 79                                                                 |
| 1982/83                                                            | 3                                                                  | 38                                                                 | 22                                                                 | 9                                                                  | 7                                                                  | 66                                                                 | 32                                                                 | +34                                                                | 75                                                                 |
| 1983/84                                                            | 1                                                                  | 34                                                                 | 23                                                                 | 5                                                                  | 6                                                                  | 86                                                                 | 27                                                                 | +59                                                                | 74                                                                 |
| 1999/00                                                            | 3                                                                  | 36                                                                 | 19                                                                 | 8                                                                  | 9                                                                  | 55                                                                 | 34                                                                 | +21                                                                | 65                                                                 |
| 2000/01                                                            | 4                                                                  | 38                                                                 | 19                                                                 | 10                                                                 | 9                                                                  | 85                                                                 | 47                                                                 | +38                                                                | 67                                                                 |
| 2001/02                                                            | 9                                                                  | 34                                                                 | 13                                                                 | 10                                                                 | 11                                                                 | 55                                                                 | 45                                                                 | +10                                                                | 49                                                                 |
| 2002/03                                                            | 12                                                                 | 36                                                                 | 12                                                                 | 12                                                                 | 12                                                                 | 48                                                                 | 51                                                                 | −3                                                                 | 48                                                                 |
| 2003/04                                                            | 4                                                                  | 34                                                                 | 18                                                                 | 6                                                                  | 10                                                                 | 52                                                                 | 44                                                                 | +8                                                                 | 60                                                                 |
| 2004/05                                                            | 4                                                                  | 34                                                                 | 19                                                                 | 7                                                                  | 8                                                                  | 69                                                                 | 33                                                                 | +36                                                                | 64                                                                 |
| 2005/06                                                            | 2                                                                  | 32                                                                 | 21                                                                 | 5                                                                  | 6                                                                  | 61                                                                 | 34                                                                 | +27                                                                | 68                                                                 |
| 2006/07                                                            | 9                                                                  | 32                                                                 | 17                                                                 | 5                                                                  | 10                                                                 | 52                                                                 | 42                                                                 | +10                                                                | 56                                                                 |
| 2007/08                                                            | 7                                                                  | 34                                                                 | 13                                                                 | 11                                                                 | 10                                                                 | 49                                                                 | 41                                                                 | +8                                                                 | 50                                                                 |
| 2008/09                                                            | 2                                                                  | 34                                                                 | 22                                                                 | 8                                                                  | 4                                                                  | 67                                                                 | 29                                                                 | +38                                                                | 74                                                                 |
| 2009/10                                                            | 1                                                                  | 34                                                                 | 18                                                                 | 10                                                                 | 6                                                                  | 53                                                                 | 32                                                                 | +21                                                                | 64                                                                 |
| 2011/12                                                            | 1                                                                  | 34                                                                 | 21                                                                 | 8                                                                  | 5                                                                  | 71                                                                 | 34                                                                 | +37                                                                | 71                                                                 |
| 2017/18                                                            | 1                                                                  | 36                                                                 | 31                                                                 | 3                                                                  | 2                                                                  | 112                                                                | 20                                                                 | +92                                                                | 96                                                                 |
| Gesamt                                                             | Gesamt                                                             | 560                                                                | 316                                                                | 122                                                                | 122                                                                | 1080                                                               | 597                                                                | + 479                                                              | 1070                                                               |

### Amateurliga Saarland
| Spielzeiten: 1951/52 – 1956/57, 1960/61 – 1965/66 | Spielzeiten: 1951/52 – 1956/57, 1960/61 – 1965/66 | Spielzeiten: 1951/52 – 1956/57, 1960/61 – 1965/66 | Spielzeiten: 1951/52 – 1956/57, 1960/61 – 1965/66 | Spielzeiten: 1951/52 – 1956/57, 1960/61 – 1965/66 | Spielzeiten: 1951/52 – 1956/57, 1960/61 – 1965/66 | Spielzeiten: 1951/52 – 1956/57, 1960/61 – 1965/66 | Spielzeiten: 1951/52 – 1956/57, 1960/61 – 1965/66 | Spielzeiten: 1951/52 – 1956/57, 1960/61 – 1965/66 | Spielzeiten: 1951/52 – 1956/57, 1960/61 – 1965/66 |
| Saison                                            | Pl.                                               | Sp.                                               | S                                                 | U                                                 | N                                                 | T+                                                | T−                                                | Td.                                               | Pkt.                                              |
| ------------------------------------------------- | ------------------------------------------------- | ------------------------------------------------- | ------------------------------------------------- | ------------------------------------------------- | ------------------------------------------------- | ------------------------------------------------- | ------------------------------------------------- | ------------------------------------------------- | ------------------------------------------------- |
| 1951/52                                           | 8                                                 | 26                                                | −                                                 | −                                                 | −                                                 | 27                                                | 31                                                | −4                                                | 25                                                |
| 1952/53                                           | 9                                                 | 26                                                | −                                                 | −                                                 | −                                                 | 38                                                | 49                                                | −11                                               | 26                                                |
| 1953/54                                           | 4                                                 | 26                                                | −                                                 | −                                                 | −                                                 | 59                                                | 38                                                | +21                                               | 29                                                |
| 1954/55                                           | 3                                                 | 26                                                | 11                                                | 11                                                | 4                                                 | 61                                                | 39                                                | +22                                               | 33                                                |
| 1955/56                                           | 5                                                 | 26                                                | 12                                                | 3                                                 | 11                                                | 70                                                | 50                                                | +20                                               | 27                                                |
| 1956/57                                           | 1                                                 | 26                                                | 18                                                | 2                                                 | 6                                                 | 79                                                | 40                                                | +59                                               | 38                                                |
| 1960/61                                           | 1                                                 | 26                                                | 18                                                | 4                                                 | 4                                                 | 83                                                | 33                                                | +50                                               | 40                                                |
| 1961/62                                           | 3                                                 | 26                                                | 12                                                | 4                                                 | 10                                                | 79                                                | 49                                                | +30                                               | 28                                                |
| 1962/63                                           | 9                                                 | 26                                                | 11                                                | 4                                                 | 11                                                | 50                                                | 48                                                | +2                                                | 26                                                |
| 1963/64                                           | 3                                                 | 34                                                | 16                                                | 10                                                | 8                                                 | 80                                                | 53                                                | +27                                               | 24                                                |
| 1964/65                                           | 6                                                 | 32                                                | 17                                                | 5                                                 | 10                                                | 99                                                | 52                                                | +47                                               | 39                                                |
| 1965/66                                           | 1                                                 | 30                                                | 18                                                | 5                                                 | 7                                                 | 86                                                | 49                                                | +37                                               | 41                                                |
| Gesamt                                            | Gesamt                                            | 330                                               | −                                                 | −                                                 | −                                                 | 811                                               | 531                                               | + 280                                             | 376                                               |

| Farbe | Legende      |
| ----- | ------------ |
| ↑     | Aufgestiegen |
| ↓     | Abgestiegen  |
| •     | Vizemeister  |

Auf- und Abstiege
| Liga                          | Aufstiege | in den Jahren                |
| ----------------------------- | --------- | ---------------------------- |
| 2. Bundesliga                 | 2         | 1986, 1989                   |
| Oberliga Rheinland/Pfalz-Saar | 5         | 1982, 1984, 2010, 2012, 2018 |

| Liga                      | Abstiege | in den Jahren    |
| ------------------------- | -------- | ---------------- |
| 1. Bundesliga             | 3        | 1987, 1988, 1990 |
| 2. Bundesliga             | 2        | 1985, 1995       |
| Regionalliga West/Südwest | 2        | 2011, 2017       |

## Aufstiegsrunde

### Aufstiegsrunde zur Bundesliga
| Aufstiegsrunde                  | Sp. | S | U | N | T+ | T− | Td. | Pkt. |
| ------------------------------- | --- | - | - | - | -- | -- | --- | ---- |
| Aufstieg zur Bundesliga 1987/88 | 2   | 1 | 0 | 1 | 4  | 3  | +1  | 3    |
| Gesamt                          | 2   | 1 | 0 | 1 | 4  | 3  | + 1 | 3    |

### Aufstiegsrunde zur 2. Bundesliga
| Aufstiegsrunde                             | Pl.    | Sp. | S | U | N | T+ | T− | Td. | Pkt. |
| ------------------------------------------ | ------ | --- | - | - | - | -- | -- | --- | ---- |
| Aufstieg zur 2. Fußball-Bundesliga 1982/83 | 4      | 3   | 0 | 2 | 1 | 3  | 4  | −1  | 2    |
| Aufstieg zur 2. Fußball-Bundesliga 1984/85 | 1      | 6   | 5 | 1 | 0 | 15 | 6  | +8  | 16   |
| Gesamt                                     | Gesamt | 9   | 5 | 3 | 1 | 18 | 10 | + 8 | 18   |

### Aufstiegsrunde zur Oberliga Südwest
| Aufstiegsrunde                     | Pl.    | Sp. | S | U | N | T+ | T− | Td. | Pkt. |
| ---------------------------------- | ------ | --- | - | - | - | -- | -- | --- | ---- |
| Aufstiegsrunde zur Südwest 1956/57 | 1      | 6   | − | − | − | 18 | 10 | +8  | 8    |
| Gesamt                             | Gesamt | 6   | − | − | − | 18 | 10 | + 8 | 8    |

### Aufstiegsrunde zur Regionalliga Südwest
| Aufstiegsrunde                                  | Pl.    | Sp. | S | U | N | T+ | T− | Td. | Pkt. |
| ----------------------------------------------- | ------ | --- | - | - | - | -- | -- | --- | ---- |
| Aufstiegsrunde zur Regionalliga Südwest 1965/66 | 2      | 4   | 1 | 2 | 1 | 6  | 7  | −1  | 4    |
| Gesamt                                          | Gesamt | 4   | 1 | 2 | 1 | 6  | 7  | −1  | 4    |

### Amateurmeisterschaft
| Spielzeiten                                | Sp. | S | U | N | T+ | T− | Td. | Pkt. |
| ------------------------------------------ | --- | - | - | - | -- | -- | --- | ---- |
| Deutsche Fußball-Amateurmeisterschaft 1957 | 1   | 0 | 0 | 1 | 2  | 3  | −1  | 0    |
| Deutsche Fußball-Amateurmeisterschaft 1983 | 5   | 4 | 1 | 0 | 10 | 3  | +7  | 13   |
| Deutsche Fußball-Amateurmeisterschaft 1996 | 1   | 0 | 0 | 1 | 0  | 2  | −2  | 0    |
| Gesamt                                     | 7   | 4 | 1 | 2 | 12 | 8  | + 4 | 13   |

| Farbe | Legende                   |
| ----- | ------------------------- |
|       | Sieger der Aufstiegsrunde |

## Rekorde

### 1. Bundesliga
- höchste Punktzahl: 32 (1989/90), (nach der 3-Punkte-Regel)
- geringste Punktzahl: 27 (1986/87), (nach der 3-Punkte-Regel)
- die meisten Tore: 37 (1987/88)
- die wenigsten Tore: 33 (1986/87), (1989/90)
- die meisten Gegentore: 79 (1986/87)
- die wenigsten Gegentore: 51 (1989/90)
- beste Tordifferenz: −18 (1989/90)
- schlechteste Tordifferenz: −46 (1986/87)
- die meisten Siege: 8 (1989/90)
- die wenigsten Siege: 6 (1986/87)
- die meisten Unentschieden: 10 (1987/88)
- die wenigsten Unentschieden: 8 (1989/90)
- die meisten Niederlage: 19 (1986/87)
- die wenigsten Niederlage: 17 (1987/88)
- beste Platzierung: 16 (1986/87)
- schlechteste Platzierung: 18 (1989/90)

### 2. Bundesliga
- höchste Punktzahl: 72 (1976/77), (nach der 3-Punkte-Regel)
- geringste Punktzahl: 31 (1994/95), (nach der 3-Punkte-Regel)
- die meisten Tore: 84 (1976/77)
- die wenigsten Tore: 41 (1991/92), (1994/95)
- die meisten Gegentore: 74 (1974/75)
- die wenigsten Gegentore: 36 (1988/89), (1991/92)
- beste Tordifferenz: +33 (1985/86)
- schlechteste Tordifferenz: −22 (1994/95)
- die meisten Siege: 23 (1976/77)
- die wenigsten Siege: 8 (1994/95)
- die meisten Unentschieden: 17 (1992/93)
- die wenigsten Unentschieden: 3 (1976/77)
- die meisten Niederlage: 19 (1994/95)
- die wenigsten Niederlage: 6 (1975/76)
- beste Platzierung: 1 (1985/86)
- schlechteste Platzierung: 17 (1994/95)

### Regionalliga Südwest
- höchste Punktzahl: 67 (1995/96), (nach der 3-Punkte-Regel)
- geringste Punktzahl: 28 (1969/70), (nach der 3-Punkte-Regel)
- die meisten Tore: 72 (1972/73)
- die wenigsten Tore: 29 (1998/99), (2010/11)
- die meisten Gegentore: 81 (1966/67)
- die wenigsten Gegentore: 30 (1971/72)
- beste Tordifferenz: +32 (1995/96), (1997/98)
- schlechteste Tordifferenz: −35 (1966/67)
- die meisten Siege: 20 (1995/96)
- die wenigsten Siege: 7 (2010/11)
- die meisten Unentschieden: 12 (1998/99)
- die wenigsten Unentschieden: 4 (1969/70)
- die meisten Niederlage: 19 (2016/17)
- die wenigsten Niederlage: 7 (1973/74)
- beste Platzierung: 3 (1995/96), (1997/98)
- schlechteste Platzierung: 17 (2010/11)

### Oberliga Rheinland-Pfalz/Saar
- höchste Punktzahl: 96 (2017/18),  (nach der 3-Punkte-Regel)
- geringste Punktzahl: 48 (2002/03), (nach der 3-Punkte-Regel)
- die meisten Tore: 112 (2017/18)
- die wenigsten Tore: 48 (2002/03)
- die meisten Gegentore: 52 (1981/82)
- die wenigsten Gegentore: 20 (2017/18)
- beste Tordifferenz: +92 (2017/18)
- schlechteste Tordifferenz: −3 (2002/03)
- die meisten Siege: 31 (2017/18)
- die wenigsten Siege: 12 (2002/03)
- die meisten Unentschieden: 12 (2002/03)
- die wenigsten Unentschieden: 3 (2017/18)
- die meisten Niederlage: 12 (2002/03)
- die wenigsten Niederlage: 2 (2017/18)
- beste Platzierung: 1 (1981/82), (1983/84), (2009/10), (2011/12), (2017/18)
- schlechteste Platzierung: 12 (2002/03)

## Saarderby
ASC Dudweiler
| Liga                          | Sp. | S | U | N | T+ | T− | Td. | Pkt |
| ----------------------------- | --- | - | - | - | -- | -- | --- | --- |
| Oberliga Rheinland-Pfalz/Saar | 4   | 4 | 0 | 0 | 10 | 3  | +7  | 12  |
| Gesamt                        | 4   | 4 | 0 | 0 | 10 | 3  | + 7 | 12  |

 1. FC Saarbrücken
| Liga                         | Sp. | S  | U  | N  | T+ | T−  | Td.  | Pkt |
| ---------------------------- | --- | -- | -- | -- | -- | --- | ---- | --- |
| 2. Bundesliga                | 24  | 5  | 10 | 9  | 31 | 34  | -3   | 25  |
| Regionalliga Südwest         | 25  | 6  | 6  | 13 | 31 | 59  | -28  | 24  |
| Regionalliga West/Südwest    | 8   | 2  | 3  | 3  | 7  | 10  | -3   | 9   |
| Oberliga Südwest (1994–2012) | 4   | 1  | 2  | 1  | 4  | 5   | -1   | 5   |
| Gesamt                       | 61  | 14 | 21 | 26 | 73 | 108 | - 36 | 63  |

 1. FC Saarbrücken II
| Liga                         | Sp. | S  | U | N | T+ | T− | Td.  | Pkt |
| ---------------------------- | --- | -- | - | - | -- | -- | ---- | --- |
| Oberliga Südwest (1994–2012) | 16  | 10 | 3 | 3 | 28 | 13 | +15  | 33  |
| Gesamt                       | 16  | 10 | 3 | 3 | 28 | 13 | + 15 | 33  |

 Borussia Neunkirchen
| Liga                                  | Sp. | S  | U | N  | T+ | T− | Td.  | Pkt. |
| ------------------------------------- | --- | -- | - | -- | -- | -- | ---- | ---- |
| 2. Bundesliga                         | 6   | 2  | 1 | 3  | 9  | 10 | -1   | 7    |
| Regionalliga Südwest (1963–1974)      | 14  | 3  | 2 | 9  | 10 | 25 | -15  | 11   |
| Regionalliga West/Südwest (1994–2000) | 2   | 1  | 1 | 0  | 4  | 0  | +4   | 4    |
| Oberliga Südwest (1994–2012)          | 22  | 10 | 3 | 9  | 31 | 32 | -1   | 33   |
| Gesamt                                | 44  | 16 | 7 | 21 | 54 | 67 | - 13 | 55   |

 FC 08 Landsweiler–Reden
| Liga                 | Sp. | S | U | N | T+ | T− | Td. | Pkt. |
| -------------------- | --- | - | - | - | -- | -- | --- | ---- |
| Regionalliga Südwest | 2   | 2 | 0 | 0 | 8  | 1  | +7  | 6    |
| Gesamt               | 2   | 2 | 0 | 0 | 8  | 1  | + 7 | 6    |

 FC Ensdorf
| Liga                 | Sp. | S | U | N | T+ | T− | Td. | Pkt. |
| -------------------- | --- | - | - | - | -- | -- | --- | ---- |
| Regionalliga Südwest | 2   | 1 | 1 | 0 | 8  | 2  | +6  | 4    |
| Gesamt               | 2   | 1 | 1 | 0 | 8  | 2  | + 6 | 4    |

 FC Hertha Wiesbach
| Liga                          | Sp. | S | U | N | T+ | T− | Td. | Pkt. |
| ----------------------------- | --- | - | - | - | -- | -- | --- | ---- |
| Oberliga Rheinland-Pfalz/Saar | 2   | 2 | 0 | 0 | 5  | 1  | +4  | 6    |
| Gesamt                        | 2   | 2 | 0 | 0 | 5  | 1  | + 4 | 6    |

 SG St. Wendel
| Liga                          | Sp. | S | U | N | T+ | T− | Td. | Pkt |
| ----------------------------- | --- | - | - | - | -- | -- | --- | --- |
| Oberliga Rheinland-Pfalz/Saar | 2   | 1 | 0 | 1 | 3  | 1  | +2  | 3   |
| Gesamt                        | 2   | 1 | 0 | 1 | 3  | 1  | + 2 | 3   |

 FSV Viktoria Jägersburg
| Liga                          | Sp. | S | U | N | T+ | T− | Td. | Pkt |
| ----------------------------- | --- | - | - | - | -- | -- | --- | --- |
| Oberliga Rheinland-Pfalz/Saar | 2   | 2 | 0 | 0 | 5  | 0  | +5  | 6   |
| Gesamt                        | 2   | 2 | 0 | 0 | 5  | 0  | + 5 | 6   |

 FV Diefflen
| Liga                          | Sp. | S | U | N | T+ | T− | Td. | Pkt. |
| ----------------------------- | --- | - | - | - | -- | -- | --- | ---- |
| Oberliga Rheinland-Pfalz/Saar | 2   | 1 | 0 | 1 | 2  | 2  | ±0  | 3    |
| Gesamt                        | 2   | 1 | 0 | 1 | 2  | 2  | -+0 | 3    |

 FV Eppelborn
| Liga                          | Sp. | S | U | N | T+ | T− | Td. | Pkt. |
| ----------------------------- | --- | - | - | - | -- | -- | --- | ---- |
| Oberliga Rheinland-Pfalz/Saar | 2   | 1 | 1 | 0 | 8  | 1  | +7  | 4    |
| Gesamt                        | 2   | 1 | 1 | 0 | 8  | 1  | + 7 | 4    |

 Rot-Weiss Hasborn
| Liga                          | Sp. | S | U | N | T+ | T− | Td. | Pkt. |
| ----------------------------- | --- | - | - | - | -- | -- | --- | ---- |
| Oberliga Rheinland-Pfalz/Saar | 14  | 8 | 4 | 2 | 20 | 12 | +8  | 28   |
| Gesamt                        | 14  | 8 | 4 | 2 | 20 | 12 | + 8 | 28   |

 SV Saar 05 Saarbrücken
| Liga                          | Sp. | S | U | N | T+ | T− | Td. | Pkt. |
| ----------------------------- | --- | - | - | - | -- | -- | --- | ---- |
| Regionalliga Südwest          | 12  | 4 | 4 | 4 | 12 | 13 | -1  | 16   |
| Oberliga Rheinland-Pfalz/Saar | 4   | 3 | 0 | 1 | 9  | 2  | +7  | 9    |
| Gesamt                        | 16  | 7 | 4 | 5 | 21 | 15 | + 6 | 25   |

 SC Friedrichsthal
| Liga                             | Sp. | S | U | N | T+ | T− | Td. | Pkt. |
| -------------------------------- | --- | - | - | - | -- | -- | --- | ---- |
| Regionalliga Südwest (1963–1974) | 4   | 3 | 0 | 1 | 6  | 7  | -1  | 9    |
| Gesamt                           | 4   | 3 | 0 | 1 | 6  | 7  | - 1 | 9    |

 SC Halberg Brebach
| Liga                          | Sp. | S | U | N | T+ | T− | Td. | Pkt. |
| ----------------------------- | --- | - | - | - | -- | -- | --- | ---- |
| Oberliga Rheinland-Pfalz/Saar | 10  | 4 | 3 | 3 | 19 | 13 | +6  | 15   |
| Gesamt                        | 10  | 4 | 3 | 3 | 19 | 13 | + 6 | 15   |

 SF Köllerbach
| Liga                          | Sp. | S | U | N | T+ | T− | Td.  | Pkt. |
| ----------------------------- | --- | - | - | - | -- | -- | ---- | ---- |
| Oberliga Rheinland-Pfalz/Saar | 10  | 7 | 1 | 2 | 26 | 12 | +14  | 22   |
| Gesamt                        | 10  | 7 | 1 | 2 | 26 | 12 | + 14 | 22   |

 SV 07 Elversberg
| Liga                                  | Sp. | S | U | N  | T+ | T− | Td. | Pkt. |
| ------------------------------------- | --- | - | - | -- | -- | -- | --- | ---- |
| Regionalliga West                     | 2   | 0 | 0 | 2  | 0  | 3  | -3  | 0    |
| Regionalliga Südwest                  | 15  | 4 | 3 | 8  | 18 | 26 | -8  | 15   |
| Regionalliga West/Südwest (1994–2000) | 4   | 2 | 2 | 0  | 4  | 1  | +3  | 8    |
| Gesamt                                | 21  | 6 | 5 | 10 | 22 | 30 | -8  | 23   |

 SV 07 Elversberg II
| Liga                          | Sp. | S | U | N | T+ | T− | Td. | Pkt. |
| ----------------------------- | --- | - | - | - | -- | -- | --- | ---- |
| Oberliga Rheinland-Pfalz/Saar | 6   | 4 | 1 | 1 | 10 | 6  | +4  | 13   |
| Gesamt                        | 6   | 4 | 1 | 1 | 10 | 6  | + 4 | 13   |

 SV Auersmacher
| Liga                          | Sp. | S | U | N | T+ | T− | Td. | Pkt. |
| ----------------------------- | --- | - | - | - | -- | -- | --- | ---- |
| Oberliga Rheinland-Pfalz/Saar | 2   | 2 | 0 | 0 | 5  | 2  | +3  | 6    |
| Gesamt                        | 2   | 2 | 0 | 0 | 5  | 2  | + 3 | 6    |

 SV Mettlach
| Liga                          | Sp. | S | U | N | T+ | T− | Td. | Pkt. |
| ----------------------------- | --- | - | - | - | -- | -- | --- | ---- |
| Oberliga Rheinland-Pfalz/Saar | 6   | 4 | 2 | 0 | 13 | 4  | +9  | 14   |
| Gesamt                        | 6   | 4 | 2 | 0 | 13 | 4  | + 9 | 14   |

 SV Röchling Völklingen
| Liga                             | Sp. | S  | U | N  | T+ | T− | Td. | Pkt. |
| -------------------------------- | --- | -- | - | -- | -- | -- | --- | ---- |
| 2. Bundesliga                    | 8   | 3  | 2 | 3  | 12 | 12 | ±0  | 11   |
| Oberliga Südwest (1994–2012)     | 4   | 3  | 1 | 0  | 12 | 5  | +7  | 10   |
| Regionalliga Südwest (1963–1974) | 16  | 4  | 5 | 7  | 20 | 19 | +1  | 17   |
| Gesamt                           | 28  | 10 | 8 | 10 | 44 | 36 | + 8 | 38   |

 VfB Theley
| Liga                             | Sp. | S | U | N | T+ | T− | Td. | Pkt. |
| -------------------------------- | --- | - | - | - | -- | -- | --- | ---- |
| Oberliga Südwest (1994–2012)     | 2   | 1 | 1 | 0 | 2  | 1  | +1  | 4    |
| Regionalliga Südwest (1963–1974) | 6   | 3 | 0 | 3 | 12 | 10 | +2  | 9    |
| Gesamt                           | 8   | 4 | 1 | 3 | 14 | 11 | + 3 | 13   |

2. Bundesliga
| 2. Bundesliga | 2. Bundesliga          | 2. Bundesliga | 2. Bundesliga | 2. Bundesliga | 2. Bundesliga | 2. Bundesliga | 2. Bundesliga | 2. Bundesliga | 2. Bundesliga |
| Rang          | Verein                 | Sp.           | S             | U             | N             | T+            | T−            | Td.           | Pkt.          |
| ------------- | ---------------------- | ------------- | ------------- | ------------- | ------------- | ------------- | ------------- | ------------- | ------------- |
| 1             | 1. FC Saarbrücken      | 24            | 5             | 10            | 9             | 31            | 34            | -3            | 25            |
| 2             | SV Röchling Völklingen | 8             | 3             | 2             | 3             | 12            | 12            | ±0            | 11            |
| 3             | Borussia Neunkirchen   | 6             | 2             | 1             | 3             | 9             | 10            | -1            | 7             |
| Gesamt        | Gesamt                 | 38            | 10            | 13            | 15            | 52            | 56            | - 4           | 43            |

Regionalliga Südwest/West A
| Regionalliga Südwest/West (1994–2000) | Regionalliga Südwest/West (1994–2000) | Regionalliga Südwest/West (1994–2000) | Regionalliga Südwest/West (1994–2000) | Regionalliga Südwest/West (1994–2000) | Regionalliga Südwest/West (1994–2000) | Regionalliga Südwest/West (1994–2000) | Regionalliga Südwest/West (1994–2000) | Regionalliga Südwest/West (1994–2000) | Regionalliga Südwest/West (1994–2000) |
| Rang                                  | Verein                                | Sp.                                   | S                                     | U                                     | N                                     | T+                                    | T−                                    | Td.                                   | Pkt.                                  |
| ------------------------------------- | ------------------------------------- | ------------------------------------- | ------------------------------------- | ------------------------------------- | ------------------------------------- | ------------------------------------- | ------------------------------------- | ------------------------------------- | ------------------------------------- |
| 1                                     | 1. FC Saarbrücken                     | 8                                     | 2                                     | 3                                     | 3                                     | 7                                     | 10                                    | -3                                    | 9                                     |
| 2                                     | SV 07 Elversberg                      | 4                                     | 2                                     | 2                                     | 0                                     | 4                                     | 1                                     | +3                                    | 8                                     |
| 3                                     | Borussia Neunkirchen                  | 2                                     | 1                                     | 1                                     | 0                                     | 4                                     | 0                                     | +4                                    | 4                                     |
| Gesamt                                | Gesamt                                | 14                                    | 5                                     | 6                                     | 3                                     | 15                                    | 12                                    | + 3                                   | 21                                    |

Regionalliga Südwest
| Regionalliga Südwest | Regionalliga Südwest    | Regionalliga Südwest | Regionalliga Südwest | Regionalliga Südwest | Regionalliga Südwest | Regionalliga Südwest | Regionalliga Südwest | Regionalliga Südwest | Regionalliga Südwest |
| Rang                 | Verein                  | Sp.                  | S                    | U                    | N                    | T+                   | T−                   | Td.                  | Pkt.                 |
| -------------------- | ----------------------- | -------------------- | -------------------- | -------------------- | -------------------- | -------------------- | -------------------- | -------------------- | -------------------- |
| 1                    | 1. FC Saarbrücken       | 25                   | 6                    | 6                    | 13                   | 31                   | 59                   | -28                  | 24                   |
| 2                    | SV Röchling Völklingen  | 16                   | 4                    | 5                    | 7                    | 20                   | 19                   | +1                   | 17                   |
| 3                    | SV Saar 05 Saarbrücken  | 12                   | 4                    | 4                    | 4                    | 12                   | 13                   | -1                   | 16                   |
| 4                    | SV 07 Elversberg        | 15                   | 4                    | 3                    | 8                    | 18                   | 26                   | -8                   | 15                   |
|                      | Borussia Neunkirchen    | 14                   | 3                    | 2                    | 9                    | 10                   | 25                   | -15                  | 11                   |
| 6                    | SC Friedrichsthal       | 4                    | 3                    | 0                    | 1                    | 6                    | 7                    | -1                   | 9                    |
|                      | VfB Theley              | 6                    | 3                    | 0                    | 3                    | 12                   | 10                   | +2                   | 9                    |
| 8                    | FC 08 Landsweiler–Reden | 2                    | 2                    | 0                    | 0                    | 8                    | 1                    | +7                   | 6                    |
| 9                    | FC Ensdorf              | 2                    | 1                    | 1                    | 0                    | 8                    | 2                    | +6                   | 4                    |
| Gesamt               | Gesamt                  | 96                   | 30                   | 21                   | 45                   | 125                  | 162                  | - 37                 | 111                  |

Regionalliga West A
| Regionalliga West | Regionalliga West | Regionalliga West | Regionalliga West | Regionalliga West | Regionalliga West | Regionalliga West | Regionalliga West | Regionalliga West | Regionalliga West |
| Rang              | Verein            | Sp.               | S                 | U                 | N                 | T+                | T−                | Td.               | Pkt.              |
| ----------------- | ----------------- | ----------------- | ----------------- | ----------------- | ----------------- | ----------------- | ----------------- | ----------------- | ----------------- |
| 1                 | SV 07 Elversberg  | 2                 | 0                 | 0                 | 2                 | 0                 | 3                 | -3                | 0                 |
| Gesamt            | Gesamt            | 2                 | 0                 | 0                 | 2                 | 0                 | 3                 | - 3               | 0                 |

Oberliga Rheinland-Pfalz/Saar
| Oberliga Rheinland-Pfalz/Saar | Oberliga Rheinland-Pfalz/Saar | Oberliga Rheinland-Pfalz/Saar | Oberliga Rheinland-Pfalz/Saar | Oberliga Rheinland-Pfalz/Saar | Oberliga Rheinland-Pfalz/Saar | Oberliga Rheinland-Pfalz/Saar | Oberliga Rheinland-Pfalz/Saar | Oberliga Rheinland-Pfalz/Saar | Oberliga Rheinland-Pfalz/Saar |
| Rang                          | Verein                        | Sp.                           | S                             | U                             | N                             | T+                            | T−                            | Td.                           | Pkt.                          |
| ----------------------------- | ----------------------------- | ----------------------------- | ----------------------------- | ----------------------------- | ----------------------------- | ----------------------------- | ----------------------------- | ----------------------------- | ----------------------------- |
| 1                             | 1. FC Saarbrücken II          | 16                            | 10                            | 3                             | 3                             | 28                            | 13                            | +15                           | 33                            |
|                               | Borussia Neunkirchen          | 22                            | 10                            | 3                             | 9                             | 31                            | 32                            | -1                            | 33                            |
| 3                             | Rot-Weiss Hasborn             | 14                            | 8                             | 4                             | 2                             | 20                            | 12                            | +8                            | 28                            |
| 4                             | SF Köllerbach                 | 10                            | 7                             | 1                             | 2                             | 26                            | 12                            | +14                           | 22                            |
| 5                             | SC Halberg Brebach            | 10                            | 4                             | 3                             | 3                             | 19                            | 13                            | +6                            | 15                            |
| 6                             | SV Mettlach                   | 6                             | 4                             | 2                             | 0                             | 13                            | 4                             | +9                            | 14                            |
| 7                             | SV 07 Elversberg II           | 6                             | 4                             | 1                             | 1                             | 10                            | 6                             | +4                            | 13                            |
| 8                             | ASC Dudweiler                 | 4                             | 4                             | 0                             | 0                             | 10                            | 3                             | +7                            | 12                            |
| 9                             | SV Röchling Völklingen        | 4                             | 3                             | 1                             | 0                             | 12                            | 5                             | +7                            | 10                            |
| 10                            | SV Saar 05 Saarbrücken        | 4                             | 3                             | 0                             | 1                             | 9                             | 2                             | +7                            | 9                             |
| 11                            | FSV Viktoria Jägersburg       | 2                             | 2                             | 0                             | 0                             | 5                             | 0                             | +5                            | 6                             |
|                               | FC Hertha Wiesbach            | 2                             | 2                             | 0                             | 0                             | 5                             | 1                             | +4                            | 6                             |
|                               | SV Auersmacher                | 2                             | 2                             | 0                             | 0                             | 5                             | 2                             | +3                            | 6                             |
| 14                            | 1. FC Saarbrücken             | 4                             | 1                             | 2                             | 1                             | 4                             | 5                             | -1                            | 5                             |
| 15                            | FV Eppelborn                  | 2                             | 1                             | 1                             | 0                             | 8                             | 1                             | +7                            | 4                             |
|                               | VfB Theley                    | 2                             | 1                             | 1                             | 0                             | 2                             | 1                             | +1                            | 4                             |
| 17                            | SG St. Wendel                 | 2                             | 1                             | 0                             | 1                             | 3                             | 1                             | +2                            | 3                             |
|                               | FV Diefflen                   | 2                             | 1                             | 0                             | 1                             | 2                             | 2                             | ±0                            | 3                             |
| Gesamt                        | Gesamt                        | 114                           | 68                            | 22                            | 24                            | 212                           | 115                           | + 97                          | 226                           |

Bilanz gegen Saarländische Mannschaft
| Bilanz gegen saarländische Mannschaft | Bilanz gegen saarländische Mannschaft | Bilanz gegen saarländische Mannschaft | Bilanz gegen saarländische Mannschaft | Bilanz gegen saarländische Mannschaft | Bilanz gegen saarländische Mannschaft | Bilanz gegen saarländische Mannschaft | Bilanz gegen saarländische Mannschaft | Bilanz gegen saarländische Mannschaft | Bilanz gegen saarländische Mannschaft |
| Rang                                  | Verein                                | Sp.                                   | S                                     | U                                     | N                                     | T+                                    | T−                                    | Td.                                   | Pkt.                                  |
| ------------------------------------- | ------------------------------------- | ------------------------------------- | ------------------------------------- | ------------------------------------- | ------------------------------------- | ------------------------------------- | ------------------------------------- | ------------------------------------- | ------------------------------------- |
| 1                                     | 1. FC Saarbrücken                     | 61                                    | 14                                    | 21                                    | 26                                    | 73                                    | 108                                   | -36                                   | 63                                    |
| 2                                     | Borussia Neunkirchen                  | 44                                    | 16                                    | 7                                     | 21                                    | 54                                    | 67                                    | -13                                   | 55                                    |
| 3                                     | SV Röchling Völklingen                | 28                                    | 10                                    | 8                                     | 10                                    | 44                                    | 36                                    | +8                                    | 38                                    |
| 4                                     | 1. FC Saarbrücken II                  | 16                                    | 10                                    | 3                                     | 3                                     | 28                                    | 13                                    | +15                                   | 33                                    |
| 5                                     | Rot-Weiss Hasborn                     | 14                                    | 8                                     | 4                                     | 2                                     | 20                                    | 12                                    | +8                                    | 28                                    |
| 6                                     | SV Saar 05 Saarbrücken                | 16                                    | 7                                     | 4                                     | 5                                     | 21                                    | 15                                    | +6                                    | 25                                    |
| 7                                     | SV 07 Elversberg                      | 21                                    | 6                                     | 5                                     | 10                                    | 22                                    | 30                                    | -8                                    | 23                                    |
| 8                                     | SF Köllerbach                         | 10                                    | 7                                     | 1                                     | 2                                     | 26                                    | 12                                    | +14                                   | 22                                    |
| 9                                     | SC Halberg Brebach                    | 10                                    | 4                                     | 3                                     | 3                                     | 19                                    | 13                                    | +6                                    | 15                                    |
| 10                                    | SV Mettlach                           | 6                                     | 4                                     | 2                                     | 0                                     | 13                                    | 4                                     | +9                                    | 14                                    |
| 11                                    | SV 07 Elversberg II                   | 6                                     | 4                                     | 1                                     | 1                                     | 10                                    | 6                                     | +4                                    | 13                                    |
|                                       | VfB Theley                            | 8                                     | 4                                     | 1                                     | 3                                     | 14                                    | 11                                    | +3                                    | 13                                    |
| 13                                    | ASC Dudweiler                         | 4                                     | 0                                     | 0                                     | 0                                     | 10                                    | 3                                     | +7                                    | 12                                    |
| 14                                    | SC Friedrichsthal                     | 4                                     | 3                                     | 0                                     | 1                                     | 6                                     | 7                                     | -1                                    | 9                                     |
| 15                                    | FC 08 Landsweiler–Reden               | 2                                     | 2                                     | 0                                     | 0                                     | 8                                     | 1                                     | +7                                    | 6                                     |
|                                       | FSV Viktoria Jägersburg               | 2                                     | 2                                     | 0                                     | 0                                     | 5                                     | 0                                     | +5                                    | 6                                     |
|                                       | FC Hertha Wiesbach                    | 2                                     | 2                                     | 0                                     | 0                                     | 5                                     | 1                                     | +4                                    | 6                                     |
|                                       | SV Auersmacher                        | 2                                     | 2                                     | 0                                     | 0                                     | 5                                     | 2                                     | +3                                    | 6                                     |
| 19                                    | FV Eppelborn                          | 2                                     | 1                                     | 1                                     | 0                                     | 8                                     | 1                                     | +7                                    | 4                                     |
|                                       | FC Ensdorf                            | 2                                     | 1                                     | 1                                     | 0                                     | 8                                     | 2                                     | +6                                    | 4                                     |
| 21                                    | SG St. Wendel                         | 2                                     | 1                                     | 0                                     | 1                                     | 3                                     | 1                                     | +2                                    | 3                                     |
|                                       | FV Diefflen                           | 2                                     | 1                                     | 0                                     | 1                                     | 2                                     | 2                                     | ±0                                    | 3                                     |
| Gesamt                                | Gesamt                                | 264                                   | 109                                   | 62                                    | 89                                    | 404                                   | 347                                   | + 57                                  | 401                                   |

Bilanz: 2. Bundesliga, Regionalliga Süd/West, Oberliga Rheinland-Pfalz/Saarland
| Bilanz gegen saarländische Mannschaft   | Bilanz gegen saarländische Mannschaft | Bilanz gegen saarländische Mannschaft | Bilanz gegen saarländische Mannschaft | Bilanz gegen saarländische Mannschaft | Bilanz gegen saarländische Mannschaft | Bilanz gegen saarländische Mannschaft | Bilanz gegen saarländische Mannschaft | Bilanz gegen saarländische Mannschaft |
| Liga                                    | Sp.                                   | S                                     | U                                     | N                                     | T+                                    | T−                                    | Td.                                   | Pkt.                                  |
| --------------------------------------- | ------------------------------------- | ------------------------------------- | ------------------------------------- | ------------------------------------- | ------------------------------------- | ------------------------------------- | ------------------------------------- | ------------------------------------- |
| 2. Bundesliga                           | 38                                    | 10                                    | 13                                    | 15                                    | 52                                    | 56                                    | -4                                    | 43                                    |
| Regionalliga Südwest/West (1994–2000) A | 14                                    | 5                                     | 6                                     | 3                                     | 15                                    | 12                                    | +3                                    | 21                                    |
| Regionalliga Südwest                    | 96                                    | 30                                    | 21                                    | 45                                    | 125                                   | 162                                   | - 37                                  | 111                                   |
| Regionalliga West A                     | 2                                     | 0                                     | 0                                     | 2                                     | 0                                     | 3                                     | -3                                    | 0                                     |
| Oberliga Rheinland-Pfalz/Saar           | 114                                   | 68                                    | 22                                    | 24                                    | 212                                   | 115                                   | +97                                   | 226                                   |
| Gesamt                                  | 264                                   | 109                                   | 62                                    | 89                                    | 404                                   | 347                                   | + 61                                  | 401                                   |

## FC 08 Homburg II

### Tabellenentwicklung: FC 08 Homburg II
| Saison                                              | Liga                     | Pl.               | Sp.               | S                 | U                 | N                 | T+                | T−                | Td.               | Pkt.              |
| --------------------------------------------------- | ------------------------ | ----------------- | ----------------- | ----------------- | ----------------- | ----------------- | ----------------- | ----------------- | ----------------- | ----------------- |
| 1959/60                                             | C-Klasse Höcherberg      | 1                 | –                 | –                 | –                 | –                 | –                 | –                 | –                 | –                 |
| 1960/61                                             | B-Klasse Ostsaar         | 7                 | –                 | –                 | –                 | –                 | –                 | –                 | –                 | –                 |
| 1961/62                                             | B-Klasse Ostsaar         | 13                | –                 | –                 | –                 | –                 | –                 | –                 | –                 | –                 |
| 1962/63                                             | kein Spielbetrieb        | kein Spielbetrieb | kein Spielbetrieb | kein Spielbetrieb | kein Spielbetrieb | kein Spielbetrieb | kein Spielbetrieb | kein Spielbetrieb | kein Spielbetrieb | kein Spielbetrieb |
| 1963/64                                             | kein Spielbetrieb        | kein Spielbetrieb | kein Spielbetrieb | kein Spielbetrieb | kein Spielbetrieb | kein Spielbetrieb | kein Spielbetrieb | kein Spielbetrieb | kein Spielbetrieb | kein Spielbetrieb |
| 1964/65                                             | C-Klasse Höcherberg      | 9                 | –                 | –                 | –                 | –                 | –                 | –                 | –                 | –                 |
| 1965/66                                             | C-Klasse Höcherberg      | 1                 | –                 | –                 | –                 | –                 | –                 | –                 | –                 | –                 |
| 1966/67                                             | B-Klasse Ostsaar         | 1                 | –                 | –                 | –                 | –                 | –                 | –                 | –                 | –                 |
| 1967/68                                             | A-Klasse Ostsaar         | 1                 | –                 | –                 | –                 | –                 | –                 | –                 | –                 | –                 |
| 1968/69                                             | 2. Amateurliga Ost       | 4                 | –                 | –                 | –                 | –                 | –                 | –                 | –                 | –                 |
| 1969/70                                             | 2. Amateurliga Ost       | 1                 | –                 | –                 | –                 | –                 | –                 | –                 | –                 | –                 |
| 1970/71                                             | 1. Amateurliga Saar      | 6                 | 30                | –                 | –                 | –                 | 57                | 52                | +5                | 34                |
| 1971/72                                             | 1. Amateurliga Saar      | 5                 | 30                | –                 | –                 | –                 | 67                | 57                | +10               | 33                |
| 1972/73                                             | 1. Amateurliga Saar      | 15                | 30                | –                 | –                 | –                 | 48                | 80                | -32               | 19                |
| 1973/74                                             | 1. Amateurliga Saar      | 16                | 30                | –                 | –                 | –                 | 44                | 66                | -22               | 21                |
| 1974/75                                             | Bezirksliga Ost          | 7                 | 30                | –                 | –                 | –                 | 59                | 46                | +13               | 30                |
| 1975/76                                             | Bezirksliga Ost          | 13                | 30                | –                 | –                 | –                 | 34                | 56                | -22               | 23                |
| 1976/77                                             | Bezirksliga Ost          | 2                 | 30                | –                 | –                 | –                 | 67                | 34                | +33               | 42                |
| 1977/78                                             | Bezirksliga Ost          | 9                 | 30                | –                 | –                 | –                 | 47                | 45                | +2                | 31                |
| 1978/79                                             | Landesliga Nordost       | 5                 | 30                | –                 | –                 | –                 | 59                | 46                | +7                | 33                |
| 1979/80                                             | Landesliga Nordost       | 8                 | 30                | –                 | –                 | –                 | 61                | 50                | +11               | 33                |
| 1980/81                                             | Landesliga Nordost       | 16                | 30                | –                 | –                 | –                 | 35                | 89                | -54               | 11                |
| 1981/82                                             | Bezirksliga Ost          | 9                 | 30                | –                 | –                 | –                 | 56                | 68                | -12               | 26                |
| 1982/83                                             | Bezirksliga Ost          | 3                 | 30                | –                 | –                 | –                 | 72                | 46                | +26               | 37                |
| 1983/84                                             | Bezirksliga Ost          | 4                 | 30                | –                 | –                 | –                 | 71                | 50                | +21               | 34                |
| 1984/85                                             | Bezirksliga Ost          | 8                 | 30                | –                 | –                 | –                 | 79                | 57                | +22               | 33                |
| 1985/86                                             | Bezirksliga Ost          | 2                 | 30                | –                 | –                 | –                 | 74                | 41                | +33               | 39                |
| 1986/87                                             | Bezirksliga Ost          | 4                 | 30                | –                 | –                 | –                 | 60                | 42                | +22               | 38                |
| 1987/88                                             | Bezirksliga Ost          | 1                 | 30                | –                 | –                 | –                 | 100               | 32                | +68               | 51                |
| 1988/89                                             | Landesliga Nordost       | 1                 | 30                | –                 | –                 | –                 | 90                | 22                | +68               | 48                |
| 1989/90                                             | Verbandsliga Saar        | 4                 | 34                | –                 | –                 | –                 | 72                | 48                | +24               | 41                |
| 1990/91                                             | Verbandsliga Saar        | 1                 | 34                | –                 | –                 | –                 | 59                | 22                | +37               | 50                |
| 1991/92                                             | Amateur-Oberliga Südwest | 14                | 34                | 8                 | 12                | 14                | 35                | 48                | -13               | 28                |
| 1992/93                                             | Amateur-Oberliga Südwest | 15                | 34                | 8                 | 11                | 15                | 38                | 46                | -8                | 27                |
| 1993/94                                             | Amateur-Oberliga Südwest | 18                | 34                | 3                 | 7                 | 24                | 23                | 93                | -70               | 13                |
| 1994/95                                             | Verbandsliga Saar        | 18                | 34                | –                 | –                 | –                 | 50                | 101               | -51               | 21                |
| 1995/96                                             | Landesliga Nordost       | 3                 | 30                | –                 | –                 | –                 | 72                | 30                | +42               | 54                |
| 1996/97                                             | Landesliga Nordost       | 2                 | 30                | –                 | –                 | –                 | 86                | 26                | +50               | 62                |
| 1997/98                                             | Landesliga Nordost       | 1                 | 28                | –                 | –                 | –                 | 88                | 16                | +72               | 71                |
| 1998/99                                             | Verbandsliga Saar        | 5                 | 34                | –                 | –                 | –                 | 58                | 62                | -4                | 51                |
| 1999/00                                             | kein Spielbetrieb        | kein Spielbetrieb | kein Spielbetrieb | kein Spielbetrieb | kein Spielbetrieb | kein Spielbetrieb | kein Spielbetrieb | kein Spielbetrieb | kein Spielbetrieb | kein Spielbetrieb |
| 2000/01                                             | Kreisliga B Bexbach      | 1                 | –                 | –                 | –                 | –                 | –                 | –                 | –                 | –                 |
| 2001/02                                             | Kreisliga A Höcherberg   | 2                 | 30                | –                 | –                 | –                 | 105               | 41                | +64               | 71                |
| 2002/03                                             | Kreisliga A Höcherberg   | 9                 | 30                | 13                | 6                 | 11                | 74                | 65                | +9                | 45                |
| 2003/04                                             | Kreisliga A Höcherberg   | 6                 | 30                | 14                | 3                 | 13                | 83                | 70                | +13               | 45                |
| 2004/05                                             | Kreisliga A Höcherberg   | 12                | 30                | 9                 | 5                 | 16                | 80                | 92                | -12               | 32                |
| 2005/06                                             | Kreisliga A Höcherberg   | 4                 | 32                | 17                | 6                 | 9                 | 106               | 71                | +35               | 57                |
| 2006/07                                             | Kreisliga A Höcherberg   | 5                 | 30                | 15                | 7                 | 8                 | 79                | 45                | +34               | 52                |
| 2007/08                                             | Kreisliga A Höcherberg   | 16                | 28                | 3                 | 2                 | 23                | 29                | 117               | -88               | 11                |
| 2008/09                                             | Kreisliga A Höcherberg   | 1                 | 30                | 20                | 4                 | 6                 | 121               | 52                | +69               | 64                |
| 2009/10                                             | Bezirksliga Homburg      | 2                 | 34                | 22                | 6                 | 6                 | 100               | 50                | +50               | 72                |
| 2010/11                                             | Bezirksliga Homburg      | 2                 | 34                | 20                | 5                 | 9                 | 86                | 61                | +25               | 65                |
| 2011/12                                             | Bezirksliga Homburg      | 5                 | 34                | 18                | 5                 | 11                | 97                | 64                | +33               | 59                |
| 2012/13                                             | Landesliga Ost           | 7                 | 30                | 13                | 7                 | 10                | 78                | 61                | +17               | 46                |
| 2013/14                                             | Landesliga Ost           | 1                 | 30                | 19                | 9                 | 2                 | 97                | 32                | +65               | 66                |
| 2014/15                                             | Verbandsliga Nordost     | 12                | 30                | 11                | 5                 | 14                | 63                | 47                | +16               | 38                |
| 2015/16                                             | Verbandsliga Nordost     | 9                 | 30                | 11                | 6                 | 13                | 70                | 54                | +16               | 39                |
| 2016/17                                             | Verbandsliga Nordost     | 1                 | 28                | 18                | 6                 | 4                 | 77                | 35                | +42               | 60                |
| 2017/18                                             | Saarlandliga             | 10                | 34                | 12                | 7                 | 15                | 70                | 66                | +4                | 43                |
| 2018/19                                             | Saarlandliga             | 14                | 32                | 8                 | 7                 | 17                | 57                | 68                | -11               | 31                |
| 2019/20                                             | Saarlandliga             | 13                | 23                | 8                 | 5                 | 10                | 36                | 39                | -3                | 29                |
| 2020/21                                             | Saarlandliga             | 13                | 9                 | 1                 | 3                 | 5                 | 14                | 23                | -9                | 6                 |
| 2021/22                                             | Saarlandliga             | 12                | 30                | 10                | 6                 | 14                | 52                | 52                | ±0                | 36                |
| 2022/23                                             | Saarlandliga             | 5                 | 34                | 19                | 4                 | 11                | 77                | 52                | 25                | 61                |
| 2023/24                                             | Saarlandliga             | 7                 | 34                | 15                | 5                 | 14                | 71                | 59                | +12               | 50                |
| 2024/25                                             | Saarlandliga             | 17                | 34                | 9                 | 9                 | 16                | 57                | 71                | -14               | 36                |
| 2025/26                                             | Verbandsliga Nordost     |                   |                   |                   |                   |                   |                   |                   |                   |                   |
| fettgedruckt = Aktueller Stand Vor den Saisonbeginn |                          |                   |                   |                   |                   |                   |                   |                   |                   |                   |

## Saisonbilanz

### Kreisliga A Höcherberg
| Spielzeiten: 2001/02 – 2008/09 | Spielzeiten: 2001/02 – 2008/09 | Spielzeiten: 2001/02 – 2008/09 | Spielzeiten: 2001/02 – 2008/09 | Spielzeiten: 2001/02 – 2008/09 | Spielzeiten: 2001/02 – 2008/09 | Spielzeiten: 2001/02 – 2008/09 | Spielzeiten: 2001/02 – 2008/09 | Spielzeiten: 2001/02 – 2008/09 | Spielzeiten: 2001/02 – 2008/09 |
| Saison                         | Pl.                            | Sp.                            | S                              | U                              | N                              | T+                             | T−                             | Td.                            | Pkt.                           |
| ------------------------------ | ------------------------------ | ------------------------------ | ------------------------------ | ------------------------------ | ------------------------------ | ------------------------------ | ------------------------------ | ------------------------------ | ------------------------------ |
| 2001/02                        | 2                              | 30                             | –                              | –                              | –                              | 105                            | 41                             | +64                            | 71                             |
| 2002/03                        | 9                              | 30                             | 13                             | 6                              | 11                             | 74                             | 65                             | +9                             | 45                             |
| 2003/04                        | 6                              | 30                             | 14                             | 3                              | 13                             | 83                             | 70                             | +13                            | 45                             |
| 2004/05                        | 12                             | 30                             | 9                              | 5                              | 16                             | 80                             | 92                             | -12                            | 32                             |
| 2005/06                        | 4                              | 32                             | 17                             | 6                              | 9                              | 106                            | 71                             | +35                            | 57                             |
| 2006/07                        | 5                              | 30                             | 15                             | 7                              | 8                              | 79                             | 45                             | +34                            | 52                             |
| 2007/08                        | 16                             | 28                             | 3                              | 2                              | 23                             | 29                             | 117                            | -88                            | 11                             |
| 2008/09                        | 1                              | 30                             | 20                             | 4                              | 6                              | 121                            | 52                             | +69                            | 64                             |
| Gesamt                         | Gesamt                         | 240                            | –                              | –                              | –                              | 677                            | 553                            | +124                           | 377                            |

### Bezirksliga Homburg
| Spielzeiten: 2009/10 – 2011/12 | Spielzeiten: 2009/10 – 2011/12 | Spielzeiten: 2009/10 – 2011/12 | Spielzeiten: 2009/10 – 2011/12 | Spielzeiten: 2009/10 – 2011/12 | Spielzeiten: 2009/10 – 2011/12 | Spielzeiten: 2009/10 – 2011/12 | Spielzeiten: 2009/10 – 2011/12 | Spielzeiten: 2009/10 – 2011/12 | Spielzeiten: 2009/10 – 2011/12 |
| Saison                         | Pl.                            | Sp.                            | S                              | U                              | N                              | T+                             | T−                             | Td.                            | Pkt.                           |
| ------------------------------ | ------------------------------ | ------------------------------ | ------------------------------ | ------------------------------ | ------------------------------ | ------------------------------ | ------------------------------ | ------------------------------ | ------------------------------ |
| 2009/10                        | 2                              | 34                             | 22                             | 6                              | 6                              | 100                            | 50                             | +50                            | 72                             |
| 2010/11                        | 2                              | 34                             | 20                             | 5                              | 9                              | 86                             | 61                             | +25                            | 65                             |
| 2011/12                        | 5                              | 34                             | 18                             | 5                              | 11                             | 97                             | 64                             | +33                            | 59                             |
| Gesamt                         | Gesamt                         | 102                            | 60                             | 16                             | 26                             | 283                            | 175                            | +108                           | 196                            |

### Bezirksliga Ost
| Spielzeiten: 1974/75 – 1977/78, 1981/82 – 1987/88 | Spielzeiten: 1974/75 – 1977/78, 1981/82 – 1987/88 | Spielzeiten: 1974/75 – 1977/78, 1981/82 – 1987/88 | Spielzeiten: 1974/75 – 1977/78, 1981/82 – 1987/88 | Spielzeiten: 1974/75 – 1977/78, 1981/82 – 1987/88 | Spielzeiten: 1974/75 – 1977/78, 1981/82 – 1987/88 | Spielzeiten: 1974/75 – 1977/78, 1981/82 – 1987/88 | Spielzeiten: 1974/75 – 1977/78, 1981/82 – 1987/88 | Spielzeiten: 1974/75 – 1977/78, 1981/82 – 1987/88 | Spielzeiten: 1974/75 – 1977/78, 1981/82 – 1987/88 |
| Saison                                            | Pl.                                               | Sp.                                               | S                                                 | U                                                 | N                                                 | T+                                                | T−                                                | Td.                                               | Pkt.                                              |
| ------------------------------------------------- | ------------------------------------------------- | ------------------------------------------------- | ------------------------------------------------- | ------------------------------------------------- | ------------------------------------------------- | ------------------------------------------------- | ------------------------------------------------- | ------------------------------------------------- | ------------------------------------------------- |
| 1974/75                                           | 7                                                 | 30                                                | –                                                 | –                                                 | –                                                 | 59                                                | 46                                                | +13                                               | 30                                                |
| 1975/76                                           | 13                                                | 30                                                | –                                                 | –                                                 | –                                                 | 34                                                | 56                                                | -22                                               | 23                                                |
| 1976/77                                           | 2                                                 | 30                                                | –                                                 | –                                                 | –                                                 | 67                                                | 34                                                | +33                                               | 42                                                |
| 1977/78                                           | 9                                                 | 30                                                | –                                                 | –                                                 | –                                                 | 47                                                | 45                                                | +2                                                | 31                                                |
| 1981/82                                           | 9                                                 | 30                                                | –                                                 | –                                                 | –                                                 | 56                                                | 68                                                | -12                                               | 26                                                |
| 1982/83                                           | 3                                                 | 30                                                | –                                                 | –                                                 | –                                                 | 72                                                | 46                                                | +26                                               | 37                                                |
| 1983/84                                           | 4                                                 | 30                                                | –                                                 | –                                                 | –                                                 | 71                                                | 50                                                | +21                                               | 34                                                |
| 1984/85                                           | 8                                                 | 30                                                | –                                                 | –                                                 | –                                                 | 79                                                | 57                                                | +22                                               | 33                                                |
| 1985/86                                           | 2                                                 | 30                                                | –                                                 | –                                                 | –                                                 | 74                                                | 41                                                | +33                                               | 39                                                |
| 1986/87                                           | 4                                                 | 30                                                | –                                                 | –                                                 | –                                                 | 60                                                | 42                                                | +22                                               | 38                                                |
| 1987/88                                           | 1                                                 | 30                                                | –                                                 | –                                                 | –                                                 | 100                                               | 32                                                | +68                                               | 51                                                |
| Gesamt                                            | Gesamt                                            | 330                                               | –                                                 | –                                                 | –                                                 | 719                                               | 517                                               | +206                                              | 384                                               |

### Landesliga Nordost
| Spielzeiten: 1978/79 – 1980/81, 1988/89, 1995/96 – 1997/98 | Spielzeiten: 1978/79 – 1980/81, 1988/89, 1995/96 – 1997/98 | Spielzeiten: 1978/79 – 1980/81, 1988/89, 1995/96 – 1997/98 | Spielzeiten: 1978/79 – 1980/81, 1988/89, 1995/96 – 1997/98 | Spielzeiten: 1978/79 – 1980/81, 1988/89, 1995/96 – 1997/98 | Spielzeiten: 1978/79 – 1980/81, 1988/89, 1995/96 – 1997/98 | Spielzeiten: 1978/79 – 1980/81, 1988/89, 1995/96 – 1997/98 | Spielzeiten: 1978/79 – 1980/81, 1988/89, 1995/96 – 1997/98 | Spielzeiten: 1978/79 – 1980/81, 1988/89, 1995/96 – 1997/98 | Spielzeiten: 1978/79 – 1980/81, 1988/89, 1995/96 – 1997/98 |
| Saison                                                     | Pl.                                                        | Sp.                                                        | S                                                          | U                                                          | N                                                          | T+                                                         | T−                                                         | Td.                                                        | Pkt.                                                       |
| ---------------------------------------------------------- | ---------------------------------------------------------- | ---------------------------------------------------------- | ---------------------------------------------------------- | ---------------------------------------------------------- | ---------------------------------------------------------- | ---------------------------------------------------------- | ---------------------------------------------------------- | ---------------------------------------------------------- | ---------------------------------------------------------- |
| 1978/79                                                    | 5                                                          | 30                                                         | –                                                          | –                                                          | –                                                          | 59                                                         | 46                                                         | +7                                                         | 33                                                         |
| 1979/80                                                    | 8                                                          | 30                                                         | –                                                          | –                                                          | –                                                          | 61                                                         | 50                                                         | +11                                                        | 33                                                         |
| 1980/81                                                    | 16                                                         | 30                                                         | –                                                          | –                                                          | –                                                          | 35                                                         | 89                                                         | -54                                                        | 11                                                         |
| 1988/89                                                    | 1                                                          | 30                                                         | –                                                          | –                                                          | –                                                          | 90                                                         | 22                                                         | +68                                                        | 48                                                         |
| 1995/96                                                    | 3                                                          | 30                                                         | –                                                          | –                                                          | –                                                          | 72                                                         | 30                                                         | +42                                                        | 54                                                         |
| 1996/97                                                    | 2                                                          | 30                                                         | –                                                          | –                                                          | –                                                          | 86                                                         | 26                                                         | +50                                                        | 62                                                         |
| 1997/98                                                    | 1                                                          | 28                                                         | –                                                          | –                                                          | –                                                          | 88                                                         | 16                                                         | +72                                                        | 71                                                         |
| Gesamt                                                     | Gesamt                                                     | 208                                                        | –                                                          | –                                                          | –                                                          | 491                                                        | 279                                                        | +196                                                       | 312                                                        |

### Landesliga Ost
| Spielzeiten: 2012/13 – 2013/14 | Spielzeiten: 2012/13 – 2013/14 | Spielzeiten: 2012/13 – 2013/14 | Spielzeiten: 2012/13 – 2013/14 | Spielzeiten: 2012/13 – 2013/14 | Spielzeiten: 2012/13 – 2013/14 | Spielzeiten: 2012/13 – 2013/14 | Spielzeiten: 2012/13 – 2013/14 | Spielzeiten: 2012/13 – 2013/14 | Spielzeiten: 2012/13 – 2013/14 |
| Saison                         | Pl.                            | Sp.                            | S                              | U                              | N                              | T+                             | T−                             | Td.                            | Pkt.                           |
| ------------------------------ | ------------------------------ | ------------------------------ | ------------------------------ | ------------------------------ | ------------------------------ | ------------------------------ | ------------------------------ | ------------------------------ | ------------------------------ |
| 2012/13                        | 7                              | 30                             | 13                             | 7                              | 10                             | 78                             | 61                             | +17                            | 46                             |
| 2013/14                        | 1                              | 30                             | 19                             | 9                              | 2                              | 97                             | 32                             | +65                            | 66                             |
| Gesamt                         | Gesamt                         | 60                             | 32                             | 16                             | 12                             | 175                            | 93                             | +82                            | 112                            |

### Verbandsliga Nordost
| Spielzeiten: 2014/15 – 2016/17, 2025/26 –            | Spielzeiten: 2014/15 – 2016/17, 2025/26 – | Spielzeiten: 2014/15 – 2016/17, 2025/26 – | Spielzeiten: 2014/15 – 2016/17, 2025/26 – | Spielzeiten: 2014/15 – 2016/17, 2025/26 – | Spielzeiten: 2014/15 – 2016/17, 2025/26 – | Spielzeiten: 2014/15 – 2016/17, 2025/26 – | Spielzeiten: 2014/15 – 2016/17, 2025/26 – | Spielzeiten: 2014/15 – 2016/17, 2025/26 – | Spielzeiten: 2014/15 – 2016/17, 2025/26 – |
| Saison                                               | Pl.                                       | Sp.                                       | S                                         | U                                         | N                                         | T+                                        | T−                                        | Td.                                       | Pkt.                                      |
| ---------------------------------------------------- | ----------------------------------------- | ----------------------------------------- | ----------------------------------------- | ----------------------------------------- | ----------------------------------------- | ----------------------------------------- | ----------------------------------------- | ----------------------------------------- | ----------------------------------------- |
| 2014/15                                              | 12                                        | 30                                        | 11                                        | 5                                         | 14                                        | 63                                        | 47                                        | +16                                       | 38                                        |
| 2015/16                                              | 9                                         | 30                                        | 11                                        | 6                                         | 13                                        | 70                                        | 54                                        | +16                                       | 39                                        |
| 2016/17                                              | 1                                         | 28                                        | 18                                        | 6                                         | 4                                         | 77                                        | 35                                        | +42                                       | 60                                        |
| 2025/26                                              |                                           |                                           |                                           |                                           |                                           |                                           |                                           |                                           |                                           |
| Gesamt                                               | Gesamt                                    | 88                                        | 40                                        | 17                                        | 31                                        | 210                                       | 136                                       | 74                                        | 137                                       |
| fettgedruckt = Aktueller Stand: vor den Saisonbeginn |                                           |                                           |                                           |                                           |                                           |                                           |                                           |                                           |                                           |

### Verbandsliga Saar/Saarlandliga
| Spielzeiten: 1989/90 – 1990/91, 1994/95, 1998/99, 2017/18 – 2024/25 | Spielzeiten: 1989/90 – 1990/91, 1994/95, 1998/99, 2017/18 – 2024/25 | Spielzeiten: 1989/90 – 1990/91, 1994/95, 1998/99, 2017/18 – 2024/25 | Spielzeiten: 1989/90 – 1990/91, 1994/95, 1998/99, 2017/18 – 2024/25 | Spielzeiten: 1989/90 – 1990/91, 1994/95, 1998/99, 2017/18 – 2024/25 | Spielzeiten: 1989/90 – 1990/91, 1994/95, 1998/99, 2017/18 – 2024/25 | Spielzeiten: 1989/90 – 1990/91, 1994/95, 1998/99, 2017/18 – 2024/25 | Spielzeiten: 1989/90 – 1990/91, 1994/95, 1998/99, 2017/18 – 2024/25 | Spielzeiten: 1989/90 – 1990/91, 1994/95, 1998/99, 2017/18 – 2024/25 | Spielzeiten: 1989/90 – 1990/91, 1994/95, 1998/99, 2017/18 – 2024/25 |
| Saison                                                              | Pl.                                                                 | Sp.                                                                 | S                                                                   | U                                                                   | N                                                                   | T+                                                                  | T−                                                                  | Td.                                                                 | Pkt.                                                                |
| ------------------------------------------------------------------- | ------------------------------------------------------------------- | ------------------------------------------------------------------- | ------------------------------------------------------------------- | ------------------------------------------------------------------- | ------------------------------------------------------------------- | ------------------------------------------------------------------- | ------------------------------------------------------------------- | ------------------------------------------------------------------- | ------------------------------------------------------------------- |
| 1989/90                                                             | 4                                                                   | 34                                                                  | –                                                                   | –                                                                   | –                                                                   | 72                                                                  | 48                                                                  | +24                                                                 | 41                                                                  |
| 1990/91                                                             | 1                                                                   | 34                                                                  | –                                                                   | –                                                                   | –                                                                   | 59                                                                  | 22                                                                  | +37                                                                 | 50                                                                  |
| 1994/95                                                             | 18                                                                  | 34                                                                  | –                                                                   | –                                                                   | –                                                                   | 50                                                                  | 101                                                                 | -51                                                                 | 21                                                                  |
| 1998/99                                                             | 5                                                                   | 34                                                                  | –                                                                   | –                                                                   | –                                                                   | 58                                                                  | 62                                                                  | -4                                                                  | 51                                                                  |
| 2017/18                                                             | 10                                                                  | 34                                                                  | 12                                                                  | 7                                                                   | 15                                                                  | 70                                                                  | 66                                                                  | +4                                                                  | 43                                                                  |
| 2018/19                                                             | 14                                                                  | 32                                                                  | 8                                                                   | 7                                                                   | 17                                                                  | 57                                                                  | 68                                                                  | -11                                                                 | 31                                                                  |
| 2019/20                                                             | 13                                                                  | 23                                                                  | 8                                                                   | 5                                                                   | 10                                                                  | 36                                                                  | 39                                                                  | -3                                                                  | 29                                                                  |
| 2020/21                                                             | 13                                                                  | 9                                                                   | 1                                                                   | 3                                                                   | 5                                                                   | 14                                                                  | 23                                                                  | -9                                                                  | 6                                                                   |
| 2021/22                                                             | 12                                                                  | 30                                                                  | 10                                                                  | 6                                                                   | 14                                                                  | 52                                                                  | 52                                                                  | ±0                                                                  | 36                                                                  |
| 2022/23                                                             | 5                                                                   | 34                                                                  | 19                                                                  | 4                                                                   | 11                                                                  | 77                                                                  | 52                                                                  | 25                                                                  | 61                                                                  |
| 2023/24                                                             | 7                                                                   | 34                                                                  | 15                                                                  | 5                                                                   | 14                                                                  | 71                                                                  | 59                                                                  | +12                                                                 | 50                                                                  |
| 2024/25                                                             | 17                                                                  | 34                                                                  | 9                                                                   | 9                                                                   | 16                                                                  | 57                                                                  | 71                                                                  | -14                                                                 | 36                                                                  |
| Gesamt                                                              | Gesamt                                                              | 366                                                                 | –                                                                   | –                                                                   | –                                                                   | 673                                                                 | 663                                                                 | +10                                                                 | 455                                                                 |

### Amateur-Oberliga Südwest
| Spielzeiten: 1991/92 – 1993/94 | Spielzeiten: 1991/92 – 1993/94 | Spielzeiten: 1991/92 – 1993/94 | Spielzeiten: 1991/92 – 1993/94 | Spielzeiten: 1991/92 – 1993/94 | Spielzeiten: 1991/92 – 1993/94 | Spielzeiten: 1991/92 – 1993/94 | Spielzeiten: 1991/92 – 1993/94 | Spielzeiten: 1991/92 – 1993/94 | Spielzeiten: 1991/92 – 1993/94 |
| Saison                         | Pl.                            | Sp.                            | S                              | U                              | N                              | T+                             | T−                             | Td.                            | Pkt.                           |
| ------------------------------ | ------------------------------ | ------------------------------ | ------------------------------ | ------------------------------ | ------------------------------ | ------------------------------ | ------------------------------ | ------------------------------ | ------------------------------ |
| 1991/92                        | 14                             | 34                             | 8                              | 12                             | 14                             | 35                             | 48                             | -13                            | 36                             |
| 1992/93                        | 15                             | 34                             | 8                              | 11                             | 15                             | 38                             | 46                             | -8                             | 35                             |
| 1993/94                        | 18                             | 34                             | 3                              | 7                              | 24                             | 23                             | 93                             | -70                            | 16                             |
| Gesamt                         | Gesamt                         | 102                            | 19                             | 30                             | 53                             | 96                             | 187                            | -91                            | 87                             |

| Farbe | Legende      |
| ----- | ------------ |
| ↑     | Aufgestiegen |
| ↓     | Abgestiegen  |
| •     | Vizemeister  |

## Erfolge

### Meisterschaften
- C-Klasse Höcherberg: 1959/60, 1965/66
- B-Klasse Ostsaar: 1966/67
- A-Klasse Nordsaar: 1967/68
- 2. Amateurliga Ost: 1969/70
- Bezirksliga Ost:1987/88
- Landesliga Nordost: 1988/89
- Verbandsliga Saar: 1990/91
- Landesliga Nordost: 1997/98
- Kreisliga B Bexbach: 2000/01
- Kreisliga A Höcherberg: 2008/09
- Landesliga Ost: 2013/14
- Verbandsliga Nordost: 2016/17

### Vize-Meisterschaften
- Bezirksliga Ost: 1976/77, 1985/77
- Berzirksliga Homburg: 2009/10, 2010/11
- Landesliga Nordost: 1996/97